# Strangers in Paradise

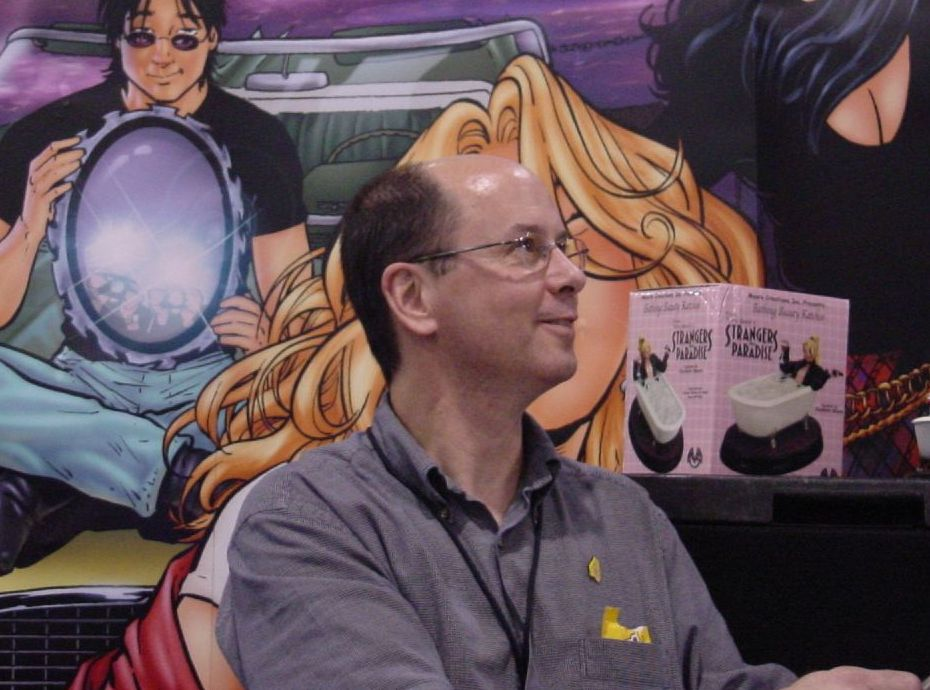
Terry Moore (2006), met achter hem afbeeldingen uit Strangers in Paradise

Strangers in Paradise is een Amerikaanse comicserie van schrijver en tekenaar Terry Moore, verschenen tussen 1993 en 2007. De gehele reeks bestaat uit 106 delen, verdeeld over drie volumes. Het eerste daarvan bestaat uit drie nummers, het tweede uit dertien en het derde uit negentig. Strangers in Paradise won in 1996 de Will Eisner-award voor beste serie.
Strangers en Paradise werd volledig geschreven en getekend door Moore. Alleen de eerste vijf pagina's van het eerste deel van volume drie vormen hierop een uitzondering. Hierin speelt zich een droom van hoofdpersonage Francine af, getekend door Jim Lee.

## Verhaal

### Volume 1

#### Driehoeksverhouding
Centraal in de gehele serie staan de personages Katina Marie 'Katchoo' Choovanski, Francine Peters en de Aziatisch-Amerikaanse David Qin, die alle drie in Houston wonen. In het eerste volume figureren zij in een verhaal dat met name een relatiekomedie is. Centraal hierin staan de uit emotie etende, lichtmollige Francine, haar patserige vriend Freddie Femur en de artistieke, uitgesproken en assertieve kunstschilderes Katchoo. Die laatste probeert Francine ervan te overtuigen dat Freddie haar niet waard is. Zodra kunststudent David Katchoo tegenkomt, wordt hij meteen verliefd op haar. Zij houdt alleen niet van mannen (I Never said I was a lesbian. I just don't like ... men. ) en heeft juist gevoelens voor haar beste vriendin en huisgenoot Francine. Die is op haar beurt heteroseksueel.
De relatie tussen Francine en Freddie loopt op de klippen omdat zij weigert met hem naar bed te gaan. Ze wil eerst zeker zijn van hun relatie en voorkomen dat ze (weer) wordt verlaten nadat ze een man geeft wat hij wil. Freddie weet niet dat Francine van plan is wel met hem te vrijen zodra ze een jaar samen zijn. Vlak voor het zover is, begint hij uit frustratie een affaire met zijn assistente Barbara. Francine betrapt de twee en gaat overstuur naar huis. Hierbij rijdt ze haar auto in de prak en belandt ze zelf in het ziekenhuis. Katchoo neemt wraak op Freddie door een levensechte castratie in scène te zetten. Hij laat haar oppakken door de politie, maar Francine dwingt hem de aanklacht in te trekken. Ze dreigt om anders de politie bewijs te overhandigen waaruit blijkt dat hij tijdens zijn werk genoeg fraude heeft gepleegd om voor jaren de gevangenis in te gaan.

### Volume 2

#### Geheim verleden
In het tweede volume worden er thriller- en drama-elementen toegevoegd aan het verhaal. Waar Francine nooit beter wist dan dat Katchoo bij haar tante in Columbus woonde voor ze huisgenoten werden, leefde die in werkelijkheid vanaf haar vijftiende op straat in Los Angeles. Ze was gestopt met school, weggelopen van huis en verslaafd aan alcohol. Dit naar aanleiding van een stiefvader die haar op haar vijftiende verkrachtte en een moeder die hier niets van wilde weten. Katchoos verleden haalt haar in wanneer de vrouw die haar van straat haalde, in huis nam en erbovenop hielp − Emma Glass − sterft aan aids. Emma was een prostituee en Katchoo nadat ze haar leerde kennen kortstondig ook, bijgenaamd Baby June. Katchoo kan haar verdriet over de dood van Emma niet verbergen en deelt op Davids aandringen haar geheim met hem.
In het verlengde hiervan komt er ook een ander onderdeel van Katchoos geheime verleden aan het licht, doordat Darcy 'Miss' Parker haar laat schaduwen. Zij staat aan het hoofd van een machtig, volledig vrouwelijk misdaad- en spionagesyndicaat, bestaand uit speciaal getrainde vrouwen. Katchoo was zowel haar topkracht als haar persoonlijke oogappel. Op de dag dat zij er spoorloos vandoor ging, verdween er ook $850.000,-. Parker is bereid om over lijken te gaan om de dief te straffen. Om Katchoo te dwingen haar onder ogen te komen, ontvoert Parker Francine, die zo op haar beurt wordt geconfronteerd met het ware verleden van haar vriendin. Parker onthult aan Katchoo dat ze haar het voorgaande jaar heeft laten bespioneren door haar broer; David. Katchoo en Francine zijn overdonderd en woest over zijn ware identiteit, maar Davids betrokkenheid is ook in hun voordeel. Hij heeft zijn zus aan de hand van zijn ervaringen verteld dat Katchoo niet over veel geld beschikt, laat staan de verdwenen $850.000,-. Parker wil daarom alleen van haar weten wie het geld dan wél heeft verduisterd. Omdat ze belooft haar en Francine ongedeerd te laten gaan in ruil voor deze informatie, verraadt Katchoo Parkers assistente, Samantha. Parker verdacht haar al omdat ze achter het bestaan was gekomen van een $850.000,- bevattende bankrekening in Zwitserland, op naam van Samantha. Wanneer Samantha een geweer trekt, stormt rechercheur Mike Walsh binnen met een arrestatieteam. Katchoo is bij hem geweest voor ze naar de confrontatie kwam en droeg een zender. In een vuurgevecht krijgt Samantha een kogel door haar hoofd. Parkers bodyguard en Samantha's vriendin Sara 'Bambi' Baker schiet Katchoo neer, die een schotwond in haar lever ternauwerdood overleeft. Ze ontmoet Emma in het voorportaal van de Hemel, maar die stuurt haar terug. Bambi verdwijnt achter de tralies.

#### David en Katchoo
Walsh komt langs in het ziekenhuis. Hij heeft een dossier over Katchoo uit de computer van de FBI laten verwijderen en geeft de papieren versie hiervan aan haar. David komt afscheid nemen. Hij beseft dat de vrouwen ziedend op hem zijn. Voor hij vertrekt, wil hij zich ervan verzekeren dat Katchoo en Francine in orde zijn, zich verontschuldigen en duidelijk maken dat hij nooit kwade bedoelingen had. Hij vertelt dat hij daadwerkelijk student aan de NYU is en niets met de organisatie van zijn zus te maken heeft. Hij heeft Katchoo alleen bespioneerd omdat zijn zus dat van hem vroeg als gunst. Om te bewijzen dat hij het niet voor het geld deed, laat David een cadeau achter voor Katchoo. Hij heeft het volledige bedrag dat zijn zus hem betaalde besteed aan het kopen van een strandhuis in Hawaï; het huis waarin Katchoo met Emma verbleef. Hij schenkt het haar. Francine stelt Katchoo voor om er met zijn tweeën heen te gaan zodat ze daar verder kan herstellen. Katchoo gaat akkoord, maar merkt op dat ze eigenlijk eerst langs Zürich moeten. Ze heeft de verduisterde $850.000,- wel degelijk in haar bezit. Ze heeft de Zwitserse bankrekening waarop het geld staat, alleen geopend onder Samantha's naam. Katchoo verzekert Francine ervan dat Samantha niettemin wel degelijk miljoenen heeft gestolen van Parker en het daarom vroeg of laat toch slecht met haar was afgelopen.
Wanneer Francine met Katchoo terugkomt van het ziekenhuis, blijkt dat ze uit hun huis worden gezet. Francines loopt daarop haar oude vriendin Margie McCoy tegen het lijf. Zij biedt het tweetal het leegstaande appartement in haar garage aan. Zij ziet Francine en Katchoo daarbij per ongeluk aan voor een stel. Dat, een oneerbaar voorstel van een videotheekbediende en een telefoontje van Freddie op het verkeerde moment, maken dat Francine het afzweren van mannen en een relatie met Katchoo daadwerkelijk wil proberen. Net voor het zover komt, staat David voor de deur. Hij bezweert Katchoo dat hij van haar houdt en hoe dan ook deel van haar leven wil uitmaken. Wanneer hij dit volhoudt nadat ze hem tot bloedens toe slaat, sluit ze hem weer in haar armen. Ze blijven tot diep in de nacht praten. David overnacht op de bank.

#### Hawaï
Francine denkt dat Katchoo en David een relatie zijn begonnen. Wanneer ze 's morgens lusteloos naar haar werk gaat, loopt ze Freddie tegen het lijf. Hij heeft een nieuwe vrouw ontmoet, aerobicsinstructrice Casey Bullocks. Ze zijn inmiddels verloofd, maar hij is eigenlijk al op haar afgeknapt sinds hij weet hoeveel plastische chirurgie ze heeft ondergaan. Hij doet een laatste poging Francine over te halen om bij hem terug te komen. Omdat ze hem nul op het rekest geeft, reist Freddie toch met Casey af naar Hawaï om daar met haar te trouwen. Denkend dat Katchoo David wil, bedenkt Francine zich en reist ze Freddie achterna. Ze belt Katchoo vanuit het vliegtuig om gedag te zeggen. Dit nadat Katchoo David net duidelijk heeft gemaakt dat ze hem ziet als haar op een na beste vriend, maar dat haar hart bij Francine ligt.
Katchoo en David reizen naar Hawaï om Francine te zoeken. Ze willen voorkomen dat ze het huwelijk stopt en Freddie terugneemt. Omdat hun hotel maar één vrije kamer heeft, gaan ze hier samen op slapen. Terwijl Katchoo zich omkleedt in de slaapkamer, ziet David haar halfnaakt vanuit de spiegel in de badkamer. Daardoor ziet hij een tatoeage van een lelie op haar linkerborst. Hij herinnert zich een gesprek met zijn zus. Die vertelde hem daarin dat ze die lelie als merkteken zet op alles wat ze als haar eigendom beschouwt. Daarbij zei ze dat een van die dingen haar geliefde is, die de lelie op de huid boven haar hart draagt. Ze vertelde hem daarbij dat eigendom dat niet meer van haar wil zijn, de verantwoordelijkheid wordt van Mary Beth 'Tambi' Baker, Bambi Bakers even dodelijke tweelingzus. Parker eindigde het gesprek door te stellen dat ze nog nooit iemand kwijtraakte die van haar was. David vermoedt daarom dat Katchoo nog niet van zijn zus af is. Wanneer ze Francine vinden, is die zelf al tot de conclusie gekomen dat ze klaar is met Freddie.

### Volume 3

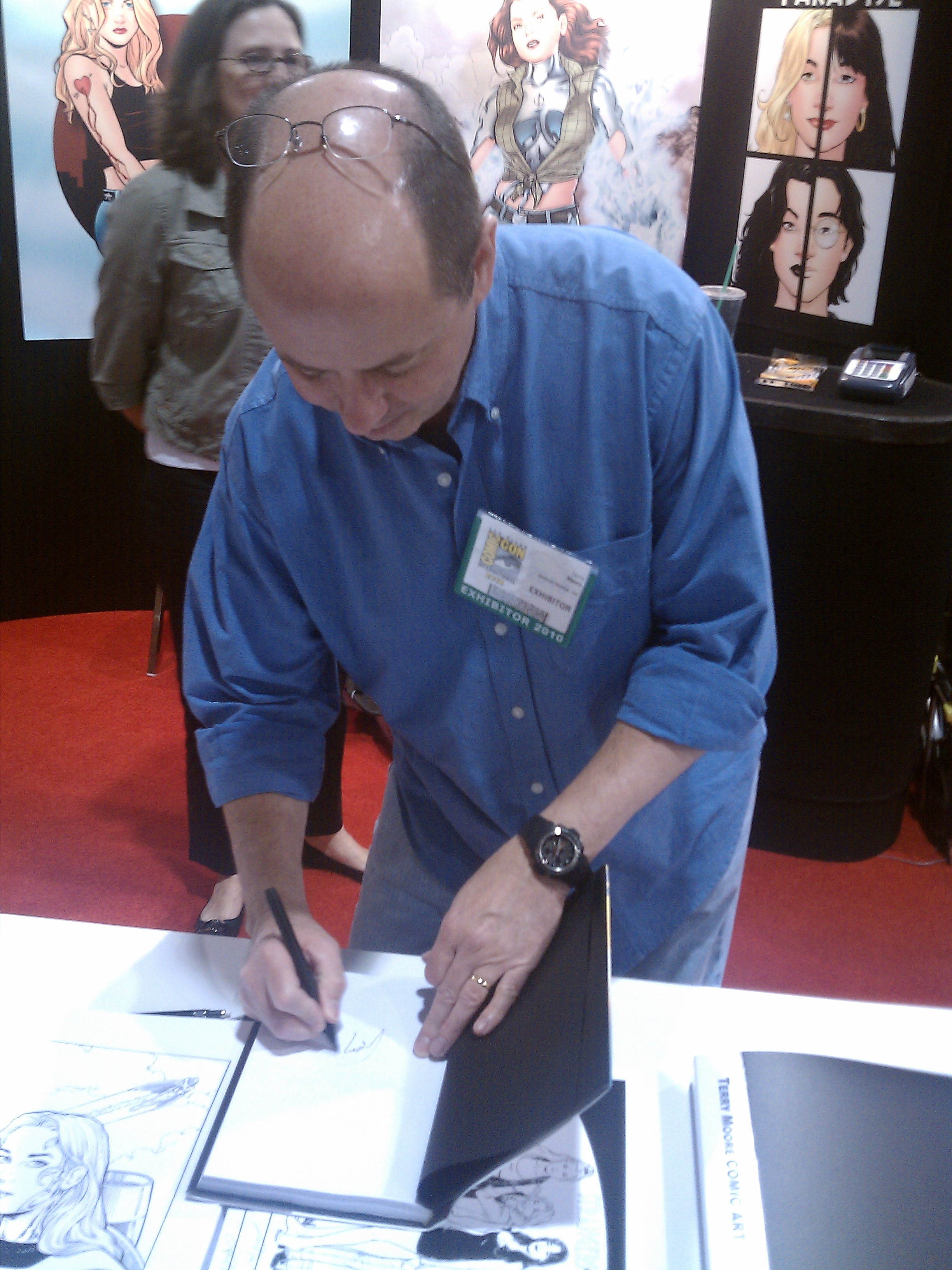
Terry Moore signerend (2010), met achter en voor hem afbeeldingen uit Strangers in Paradise

#### Visioen
Francine Peters is een getrouwde vrouw en moeder van de bijna vijfjarige Ashley. Ze zit in een restaurant op haar man Brad Silver te wachten wanneer Casey Femur haar komt begroeten. Ze vertelt Francine dat ze al verwachtte haar te zien in het restaurant. Dit omdat ze Katchoo zag in de hal. Francine verschiet. Ze heeft Katchoo niet meer gezien sinds ze trouwde, tien jaar eerder. Ze loopt naar buiten en ziet Katchoo in het prieel zitten.

#### Nieuwe situatie
Katchoo en Francine trekken in het appartement in de garage van Margie McCoy. Om aan geld te komen, wil Katchoo weer gaan schilderen. Francine krijgt een baan als assistente bij een reclamebureau. Haar nieuwe collega Rachel Hampton blijkt inmiddels de vriendin van haar ex-vriend, advocaat Charles 'Chuck' Janson. Ze toont zich geamuseerd en geïnteresseerd in Francine en regelt een lunch voor drie, samen met Chuck. De maaltijd eindigt voortijdig omdat Rachels vrijpostige gedrag en opmerkingen over Katchoo niet goed vallen bij Francine. Tijdens een vrijpartij tussen Rachel en Chuck blijkt dat Rachel net als Katchoo een tatoeage van een lelie op haar linkerborst heeft.
Katchoo, Francine en David zijn geen van drieën zeker over hun plaats in de onderlinge verhoudingen. Francine probeert voor het eerst een relatie met een vrouw aan te gaan, maar wanneer Katchoo en zij op het punt staan intiem te worden, slaan de twijfels toe. Katchoo is dolgelukkig dat ze met Francine is. Toch voelt ze ook iets voor David, maar ze heeft moeite om hem dichterbij te laten komen. Een mislukte poging daartoe, frustreert haar nog meer. Katchoo realiseert zich hoe weinig ze eigenlijk van David weet, terwijl hij vrijwel alles over háár leven weet. Een ruzie hierover eindigt wanneer ze hem verbiedt haar 'Katchoo' te noemen, 'omdat alleen haar vrienden dat doen'. Ze verwijt hem dat hij niets van zichzelf blootgeeft en daarom geen vriend is. Met zijn ziel onder zijn arm gaat hij weg. Eenmaal bedaard gaat Katchoo naar Davids huis, maar hij is vertrokken. Zijn appartement is leeg en hij heeft geen nieuw adres achtergelaten.
Wanneer Francine tot de conclusie komt dat ze toch 100% hetero is, krijgt Katchoo het idee dat ze alles in haar leven heeft verpest. Het gesprek komt op David. Katchoo vertelt dat ze hem heeft weggejaagd. Francine begrijpt dit niet en zegt dat zij hem dan wel wil. In haar ogen is hij voor talloze vrouwen een droompartner. Ze denkt dat ze hem ook wel zover krijgt om meer van zichzelf bloot te geven. Volgens haar probeerde hij dat tegenover Katchoo al voortdurend, maar met zichtbaar veel moeite. Francine vindt dit niet vreemd, omdat hij in haar ogen alle tekenen vertoont van iemand die ook een traumatische jeugd heeft gehad. Ze dacht dat Katchoo dit zelf ook doorhad en waarschijnlijk meer gemeen heeft met David dan ze beseft. Katchoo realiseert zich dat Francine waarschijnlijk gelijk heeft en is geschokt dat ze dit zelf niet inzag. Ze besluit op zoek te gaan naar David.

#### Infiltrante
Miss Parker heeft een ontmoeting met 'zakenpartner' Salvador 'Sal' Tuccanni. Ze is bezig een mol te plaatsen bij Robert Henneman, een senator uit New Jersey. Hij is tevens de favoriet om tijdens de aankomende Amerikaanse presidentsverkiezingen de kandidaat te worden namens de Republikeinse Partij. Parker was al bezig met deze operatie, maar heeft haar infiltrante vier maanden eerder uit privé-overwegingen tijdelijk een nieuwe opdracht gegeven. Sal overtuigt haar ervan dat ze zich weer moet richten op Henneman. Dit in verband met haar door het recente fiasco omtrent Samantha al beschadigde reputatie binnen de 'organisatie', een machtig misdaadnetwerk bijgenaamd The Big Six. Parker belt daarom haar infiltrante Veronica Pace, alias 'Rachel'. Die verlaat per direct en zonder een woord uitleg het huis van Chuck en gaat terug naar Henneman. Francine is met stomheid geslagen wanneer ze op haar werk hoort dat Rachel met de noorderzon is vertrokken, maar haar 's avonds op het nieuws ziet als Beverly Pace, de aanstaande vrouw van senator Henneman. De nieuwslezer vermeldt dat de politicus haar ontmoette vlak na het overlijden van zijn vrouw tijdens een auto-ongeluk het voorgaande jaar. Francine vertelt Katchoo over 'Rachel' aan de telefoon. Ze legt daarbij ze uit dat die vier maanden eerder bij het reclamebureau werd geplaatst door moedermaatschappij Packard Yerr. Katchoo verschiet. Packard Yerr is haar niet onbekend. Ze legt uit dat die naam een anagram is. Na even puzzelen begrijpt Francine waarvan: Darcy Parker.

#### Gedwongen klus
Op zoek naar David verschuilt Katchoo zich in de bossen bij Parkers villa in Los Angeles. Ze ziet hem in de tuin lopen met zijn zus. Katchoo wil erachter komen of David echt is wie hij lijkt te zijn, of een enorm goede infiltrant. In het eerste geval wil ze hem helpen, in het tweede doden. Zonder dat Katchoo het kan verstaan, pleit David intussen bij zijn zus. Hij wil proberen een relatie met Katchoo op te bouwen en daarin open en eerlijk kunnen zijn. Hij wil dat zij hem daarvoor haar zegen geeft, of in ieder geval Katchoo verder met rust laat. Parker weigert beide opties. Ze wil hem alles geven, maar Katchoo is geen optie.
Tambi betrapt Katchoo in de bosjes, slaat haar bewusteloos en neemt haar mee een gebouw in. Ze dreigt haar van 43 hoog te pletter te laten vallen als ze niet eerlijk antwoordt op haar vragen. Katchoo bezweert onder deze druk opnieuw dat ze Parker niet heeft verraden, maar dat Samantha de gestolen $850.000,- bij haar geplant heeft op de avond van haar vlucht. Bovendien staat dat geld rotsvast op de bankrekening in Zwitserland, want het ongemerkt opnemen is onmogelijk. Parker luistert stiekem mee en overtuigt zich ervan dat niet Katchoo, maar Samantha haar verraden heeft. Ze wil dat Katchoo een nieuwe klus voor haar doet, omdat zij altijd haar beste agente was. Ze moet meehelpen om Veronica het Witte Huis in te krijgen. Hiervoor moet Katchoo Marilyn Bran verleiden, de echtgenote van de voorzitter van de senaatscommissie belast met georganiseerde misdaad. Het schandaal dat hieruit voortvloeit, moet voor genoeg afleiding zorgen om te voorkomen dat de pers genoeg aandacht aan 'Beverly Pace' besteedt om haar te kunnen ontmaskeren. Parker dreigt Francine te laten vermoorden als Katchoo niet meewerkt.
Francines geduld is op nadat ze achttien uur niets van Katchoo heeft gehoord. Ze breekt de koffer open waarin rechercheur Walsh Katchoo haar eigen FBI-dossier overhandigde. De informatie en foto's die Francine hierin aantreft, gaan verder dan ze zich ooit voorstelde. Ze neemt daarop opnieuw contact op met Walsh en vertelt hem over Katchoos verdwijning. Wanneer hij denkt iets gevonden te hebben over 'Rachel/Beverly', vliegt hij persoonlijk naar Los Angeles. De Parker-zaak houdt Walsh al jaren bezig. Francine gaat met hem mee.

#### Ontmaskering (einde subplot)
David krijgt ruzie met zijn zus omdat hij bij haar weg wil. Tijdens een ruzie schiet ze hem in zijn arm. Net buiten haar landgoed zakt hij in elkaar. Francine en Walsh vinden hem bewusteloos op de grond. Wanneer David bij bewustzijn komt, ligt hij met een gebroken pols in het ziekenhuis. Hij vertelt Walsh en Francine dat Katchoo in New York is. Chuck ziet intussen 'Rachel' als 'Beverly Pace' in de krant staan aan de arm van senator Henneman en belt de FBI.
Walsh lokaliseert Katchoo en belt vermomd als pizzabezorger aan. Terwijl haar begeleidster geld voor hem haalt, overlegt hij met Katchoo over wat er staat te gebeuren. Aan de hand hiervan komt hij die avond samen met Francine naar het gala waar ze Marilyn Bran moet verleiden. Voor ze verder kunnen praten, drommen gasten zich rond een televisie. Een ingelaste nieuwsuitzending meldt dat FBI-agenten 'Beverly Pace' hebben gearresteerd op verdenking van spionage. Katchoo hoort een van de mensen rondom de televisie tegen zichzelf zeggen dat The Big Six erachter zit. Hij stelt zich aan haar voor als Marshal Weinstein, onderzoeksjournalist van The Washington Daily. Hij verdiept zich al jaren in de Big Six, maar zijn chef wil hier niet over publiceren tenzij hij met bewijs komt dat iets dergelijks überhaupt bestaat. Katchoo stelt zich aan hem voor en wordt zijn anonieme informant, onder het pseudoniem Miracle.
The Washington Daily opent de voorpagina de volgende dag met een exposé over 'Beverly Pace' als pion van de Big Six. Darcy Parker staat vernoemd als leider. Terwijl Parker zich vanuit bed opwindt over het feit dat ze Tuccanni niet kan bereiken, zorgt Tambi ervoor dat haar bediende haar The Washington Daily bezorgt bij haar ontbijt. Bij het zien van de voorpagina, beseft Parker dat haar verhaal uit is. Tambi verschijnt naast Parkers bed en schiet haar door het hoofd. Daarna doet ze het voorkomen alsof het een zelfmoord betreft. Zo verschijnt Parkers overlijden ook in het televisiejournaal.
Katchoo vindt David bij het graf van zijn zus. Ze vertelt hem dat ze mannen nooit gemogen heeft omdat ze er nog nooit een had ontmoet die trouw was, tot ze hem tegenkwam. Ze begrijpt zijn eerdere acties en gedrag nu. Katchoo wil dat hij mee teruggaat naar huis, op voorwaarde dat hij het haar wil delen, met Francine.

#### High school (flashback)
Wanneer de wekker gaat, moeten tieners Francine Peters en Katchoo Choovanski zich klaarmaken om naar school te gaan. Francine behoort tot een middenklasse gezin. Ze staat zingend op, doucht en gaat ontbijten met haar dan nog bij zijn vrouw zijnde vader Frank en liefdevolle, zorgzame moeder Marie. Katchoo wordt chagrijnig wakker op een matras op de grond. Ze is de dochter van een armlastige moeder die samenwoont met haar stiefvader, Ace. Katchoos echte vader is overleden. Na het roken van een sigaret maakt ze dat ze het huis uitkomt zonder iemand tegen te komen. Katchoo heet eigenlijk Katina, maar haar echte vader noemde haar Katchoo ("He said when I was born, I was no bigger than a sneeze. So he always called me his little Katchoo.")
Op school maakt Francine zich druk over haar uiterlijk, wat anderen van haar denken en jongens. Katchoo hangt rond met jongens op motors. Zowel haar klasgenoten als de lessen laten haar koud. Ze neemt alleen actief deel wanneer een lerares haar daartoe dwingt. Zodoende draagt Katchoo een gedicht voor over maskers, pijn, misbruik en dood. Francine complimenteert haar op de gang. Hun eerste kennismaking is een feit. Katchoo zoekt Francine 's avonds op aan haar slaapkamerraam, om te kletsen. Het is het begin van een zich herhalend ritueel. Ze zijn elkaar tot steun en hun band groeit.
Op een avond meldt Katchoo zich weer aan Francines slaapkamerraam. Haar gezicht is bont en blauw. Er loopt bloed uit haar mond en neus. De volgende dag reageert ze haar woede af door een winkel kort en klein te slaan. Haar moeder haalt haar op het politiebureau op en is furieus. Wanneer het gesprek op haar stiefvader komt, vertelt Katchoo dat die haar verkracht. Haar moeder beweert dat ze liegt. Katchoo gaat ervandoor. Ze vraagt Francine in een brief om 's avonds naar het sportveld bij school te komen, om afscheid te nemen. Ze zegt dat ze naar haar tante in Columbus gaat, maar belooft dat ze op een dag terugkomt.
-- Einde flashback --

#### Visioen deel II
Na Katchoo tien jaar niet gezien te hebben, ziet Francine haar in het prieel van een restaurant zitten. Net wanneer ze naar haar toe wil gaan, roept een bediende van het restaurant haar. Ze was haar tas vergeten. Wanneer ze weer omkijkt, is Katchoo weg. 's Avonds komt Francine dronken en terneergeslagen thuis. Haar man heeft weer eens laten weten dat hij moet overwerken. Haar moeder vangt haar op. Francine loopt leeg. Ze vertelt haar moeder dat ze Katchoo heeft gezien, dat haar slechte huwelijk met Brad haar niets meer kan schelen en dat ze terugwil 'naar huis'; naar vroeger. Haar moeder kan niet langer aanzien dat haar dochter steeds ongelukkiger wordt. Ze gaat naar de telefoon en haalt een nummer uit haar tas. Zonder dat Francine het wist, heeft Katchoo haar moeder na iedere verhuizing laten weten waar ze te bereiken is.
Katchoo komt aan bij haar huis in de bergen in New Mexico, nabij Santa Fe. Ze woont hier alleen. Katchoo is uitgegroeid tot een gewild en vermogend schilderes. Haar huishoudster laat haar weten dat er een vrouw op haar antwoordapparaat staat met een bericht over Francine. Nadat Katchoo Francines moeder hoort zeggen dat het niet goed met haar gaat en ze vermoedt dat die haar nodig heeft, neemt Katchoo het eerste vliegtuig terug naar Houston.
Francine staat 's morgens op en hoort haar dochter Ashley in de keuken met iemand praten. Wanneer ze binnenloopt, ziet ze dat het meisje koekjes aan het bakken is met haar oma en Katchoo. Zodra haar moeder de keuken verlaat met Ashley, spreekt Katchoo Francine aan. Ze heeft gezien dat Francine alles heeft wat ze vroeger wenste. Wanneer Katchoo vraagt wat er niet klopt in het plaatje, barst Francine in tranen uit.
Katchoo vertelt Francine dat ze in Hawaï en New York heeft gewoond, voor ze verhuisde naar een plek die meteen voelde alsof ze er thuishoorde, in New Mexico. Ze heeft Francine niet gezien toen die haar zag in het prieel. Katchoo was in Houston om regelingen te treffen omtrent de dood van haar moeder. Ze bevestigt wat Francine al vermoedde; Katchoo en David zijn jaren geleden met elkaar getrouwd. Ze woonden samen in Hawaï. Francine merkt aan Katchoo dat er daarna iets mis is gegaan tussen hen. Katchoo heeft moeite hierover te praten.

#### Ontdekking
Na de dood van Darcy Parker zijn Katchoo, Francine en David terug in Houston. Ze wonen met zijn drieën in een huis. De leraar van de schilderklas die Katchoo bezoekt, vraagt haar of ze wil deelnemen aan The Houston Exhibition of Tomorrows Artists. Katchoo haalt daarom Francine over om voor haar te poseren. Francine schrikt wanneer ze vervolgens een tekening van zichzelf ziet. Ze verwijt Katchoo dat ze haar probeert te dwingen om iets te worden wat ze niet is, maar iets wat Katchoo wíl dat ze is. Wanneer ze vervolgens Katchoos schilderijen van haar ziet op de expositie, escaleert de ruzie. Francine voelt zich uitgebuit en niet serieus genomen. Katchoo vindt bij nader inzien dat Francine gelijk heeft. Ze laat haar schilderijen per direct van de expositie verwijderen. Carolyn Hobbs van het New Hobbs Foundation Museum spreekt Katchoo aan. Ze is onder de indruk en biedt aan haar groot te maken in de kunstwereld.
Wanneer Katchoo en David thuiskomen, heeft Francine haar spullen gepakt. Ze gaat terug naar haar moeder in Tennessee. Katchoo is dagen ziek van verdriet. David probeert haar zo goed als hij kan te helpen. Wanneer Katchoo zichzelf weer bijeen heeft geraapt, belt ze Hobbs. Ze gaat in op haar aanbod, op voorwaarde dat de schilderijen van Francine geen deel uitmaken van de overeenkomst.
Casey komt langs. Ze heeft het voor de zoveelste keer gehad met Freddie en probeert David tegen zijn wil te verleiden. Katchoo tilt haar van hem af. Terwijl de twee praten, krijgt David telefoon. Een man vertelt hem dat zijn zus hem alles heeft nagelaten; 1,4 miljard dollar. David wordt verwacht in New York om alles af te handelen. Tambi zit intussen naast de beller. David heeft namelijk ook een vol partnerschap in The Big Six geërfd. Tambi verwacht dat hij dit afslaat. Zij kent hem als een born again christian die in niets op zijn zus lijkt. Haar gesprekspartner is minder zeker. Hij vertelt dat David nog voor hij zeventien jaar oud was een van de grootste bendes in Los Angeles leidde, aangeklaagd werd voor twee moorden en een bloedverwant van Darcy Parker is en blijft.
Francine is bij haar moeder, in het oude huis van haar oma. Alles voelt hetzelfde als in haar kindertijd. Ze beseft dat alleen zij is veranderd. Ze realiseert zich dat Katchoo haar niet probeert te vormen naar haar wensen, maar vooruit te helpen, over angsten en onzekerheden. Ze keert terug naar Houston om uit te leggen dat ze dit nu begrijpt en legt het bij.

#### Ongeluk
Terwijl Katchoo, David en Francine zich voorbereiden om naar New York te reizen, wacht Tambi met smart op hun komst. Aan haar muur hangen foto's van Darcy Parker, Emma Glass en Katchoo. Alleen door de laatste staat nog geen kruis.
Op de dag dat ze naar New York vliegen, vertelt Francine Katchoo dat ze niet meegaat. Ze is verward over het feit dat Katchoo zegt dat ze zowel van haar als van David houdt. Katchoo en David gaan daarom met zijn tweeën. Nadat vlucht 495 zich herstelt van een ongecontroleerde daling, deelt de gezagvoerder mee dat er problemen zijn met het staartroer. De piloot gaat proberen een noodlanding te maken. Katchoo weet dat een vliegtuig kan vliegen noch landen zonder staartroer en dat ze gaan neerstorten. Na de klap komt ze gehavend bij haar positieven. Het vliegtuigwrak ligt brandend in een maisveld. Katchoo vindt David bewusteloos in zijn stoel. Nadat ze hem loswrikt en over haar schouder neemt, worden ze allebei weggeblazen door een nieuwe ontploffing. Francine is bij Casey wanneer ze Katchoo ziet in de badkamerspiegel. Ze heeft een slecht voorgevoel en raakt in paniek. Casey belt de vliegvaartmaatschappij en krijgt te horen dat vlucht 495 is neergestort. Een nieuwsbericht op televisie vermeldt dat het ongeluk plaatsvond op veertig kilometer van het vliegveld van Nashville. Francine belt haar moeder in Tennessee. Die haast zich daarop naar het lokale ziekenhuis. Ze vindt Katchoo gewond, maar in leven op een brancard.
Tambi krijgt telefoon van Veronica Pace, die haar inlicht over het vliegtuigongeluk en beweert het te hebben veroorzaakt. Ze wil het Parker-imperium voortzetten, met zichzelf aan het hoofd. Hiervoor moest ze van David én Katchoo af. Veronica weet dat die allebei in Parkers testament staan. Tambi gaat met het nieuws naar Sal Tuccanni, voor wie ze nu werkt. Hij is woest, want hij wil bij voorkeur op legale wijze in het bezit komen van Parkers aandelen. Hiervoor heeft hij David of Katchoo levend nodig. Tuccanni stuurt Tambi op pad met een dubbele opdracht. Hij wil voorgoed met het Parker-imperium afrekenen door alle twaalf nog in leven zijnde Parker-meisjes op te sporen en te laten ombrengen, behalve Katchoo. Hij wil dat Tambi uitvindt of zij en David nog in leven zijn. Indien dat zo is, wil hij dat ze ervoor zorgt dat ze dat blijven, in ieder geval tot er papieren zijn getekend.
Tambi vindt Katchoo in haar ziekenhuisbed. Ze laat haar weten dat er 144 doden zijn gevallen alleen omdat ze bij haar in het vliegtuig zaten. Tambi vertelt Katchoo dat ze haar de volgende dag komt ophalen voor zaken. Katchoo verzet zich, maar wordt opnieuw gechanteerd met het welzijn van Francine. Tambi vertelt haar dat niet zijzelf, maar andere mensen bepalen wanneer ze klaar is met haar Parker-verleden. Tambi zegt haar dat er daarna bovendien nog onafgehandelde zaken tussen hun twee zijn. Ze raadt Katchoo aan Francine zo snel mogelijk uit haar leven te bannen, als ze echt om haar geeft. Volgens Tambi zal haar leven nooit veilig zijn zolang ze deel uitmaakt van dat van Katchoo. De volgende morgen begint Katchoo met pijn in het hart een ruzie met Francine. Ze trekt alles uit de kast om Francine te kleineren en pijn te doen, tot die in tranen de kamer uitrent. Ze is ervan overtuigd dat Katchoo haar nooit meer wil zien. Wanneer Francine de volgende dag met pijn in haar zij naar de dokter gaat, blijkt ze een gebroken rib te hebben. De dokter die haar behandeld, is Brad Silver.

#### Tambi's plan
Voor ze het vliegtuig naar Sal Tuccanni nemen, brengt Tambi Katchoo naar het ziekenhuis waar David ligt. Hij heeft een hersenfractuur en ligt aan een beademingsapparaat. Wanneer Tambi de twee alleen laat, fluistert Katchoo hem in zijn oor ze altijd geweten heeft wie hij echt is. Ze had hem voor hun zogenaamde eerste ontmoeting al eens gezien op een feest van zijn zus, toen ze daar nog voor werkte. Ze neemt afscheid van hem door hem te vertellen dat ze van begin af aan van hem gehouden heeft en noemt hem bij zijn echte naam, Yousaka Takahashi.
Tijdens de vlucht naar Tuccanni geeft Tambi Katchoo een allesomvattende uitleg van wat ze weet: Parker heeft haar gehele vermogen weliswaar nagelaten aan David, maar als hem iets zou overkomen, erft Katchoo alles. Tambi vertelt dat Veronica een nieuw Parker-imperium wil opstarten en dat eigenlijk al van plan was toen Parker zelf nog leefde. The Big Six waren namelijk al een tijd niet blij met haar en daarom boden Veronica en Samantha Tuccani aan om Parker af te zetten en op te volgen. Tuccanni liet ze denken dat hij daar heil in zag en stuurde Tambi om het imperium te bewaken tot een echte oplossing zich zou aandienen. Volgens Tambi veranderde de situatie omdat Emma op dat moment Katchoo vond en voorstelde aan Parker. Die werd verliefd op Katchoo, vertrouwde haar en nam ook haar zakelijke suggesties over. Voornamelijk dankzij Katchoos inzichten en opinies werd het Parker-imperium vervolgens groter en machtiger dan haar partners voor mogelijk hielden.
Tambi vertelt dat het nieuwe succes van het Parker-imperium de plannen van Samantha en Veronica dwarsboomde en zij Katchoo daarom in een val wilden laten lopen. Dit moest gebeuren toen Parker haar en Emma met senator Chalmers en zijn $850.0000,- naar een kamer stuurde. Daar zouden video-opnamen gemaakt worden om hem mee te chanteren. Samantha wilde na afloop het geld verstoppen en Katchoo en Emma beschuldigen van diefstal. Daarna zou er vanzelfsprekend met ze worden afgerekend. Per toeval gingen Katchoo en Emma er net die dag spoorloos vandoor. Tambi weet dat Emma het geld meenam en Katchoo er niets van wist tot ze aankwamen op Hawaï. Nadat Katchoo het in Zürich op een rekening zette, wachtten Parkers mensen haar op toen ze terugkeerde in Hawaï. Sindsdien is ze altijd geruisloos in de gaten gehouden. Samantha en Veronica wilden Katchoo laten executeren, maar omdat niets erop wees dat zij Parker had bestolen, stond die dat niet toe. Katchoo en Emma gingen ieder hun eigen weg om het spoor naar hen te bemoeilijken, de één naar Canada, de ander naar Houston. Katchoo bleef vervolgens leven op modaal niveau. Omdat Samantha haar toch zwart bleef maken bij Parker, stuurde die haar broer om haar te bespioneren. David deed dat met plezier omdat hij voor Katchoo was gevallen tijdens hun - echte - eerste ontmoeting, op een feest van zijn zus. Ook in al Davids verslagen bleek Katchoo niet over veel geld te beschikken. Ze raakte alleen even volledig uit zicht toen ze zonder iemand iets te vertellen naar Toronto vloog, waar Emma in het ziekenhuis lag. Om dit niet nog eens te laten gebeuren, stuurde Parker na Katchoos terugkomst ook Tambi haar kant op.
Wanneer Katchoo Tambi vraagt waarom ze haar dit allemaal vertelt, legt die uit dat ze haar een voorstel wil doen. Volgens Tambi bestaat The Big Six volledig uit mensen die zich bezighouden met zaken die het meest profitabel waren toen de organisatie ontstond. Van waar het grote geld zit in de sindsdien opgekomen digitale wereld, hebben ze amper benul. Tambi wil daarom een nieuwe tak beginnen, met Katchoo als gelijkwaardige partner. Omdat ze Katchoos intelligentie en tactische vermogens hoog acht en ze allebei ervaring hebben uit de Parker-jaren, wil ze dat Katchoo de organisatie gaat leiden. Tambi neemt dan zelf de regie over de fysieke kanten van de operatie. Tambi vraagt Katchoo een beslissing te nemen voor het vliegtuig landt en ze bij de mensen van Tuccanni aankomen.

#### King Enterprises
Een jaar nadat Tambi Katchoo meenam uit het ziekenhuis, is Veronica nog steeds naar ze op zoek. Terwijl zij geen spoor van ze kan vinden, hebben de twee King Enterprises opgebouwd. Hun organisatie groeit sneller dan welke tak van The Big Six dan ook. Katchoo is bezig een monopolie te creëren binnen een technologie- en communicatiemarkt waarin 95% van het nieuwe geld wordt gegenereerd. Veronica leidt een nieuw imperium van Parker-meisjes. Ze heeft iedereen laten liquideren die betrokken was bij - of iets zou kunnen weten van - de mislukte aanslag op Katchoo en David. Ze wil nog steeds van Katchoo af. Diens succes vormt een bedreiging voor haar.
Francine woont sinds een jaar weer bij haar moeder, op het platteland. Die heeft tegelijk met haar dochter ook David in huis genomen, om in alle rust te herstellen. Hij loopt met een kruk vanwege complicaties. Ze hebben allebei niets meer van Katchoo gehoord sinds Francine haar zag in het ziekenhuis, na de vliegtuigcrash. Francine is vijftien kilo afgevallen en Brad heeft haar ten huwelijk gevraagd. Op diezelfde dag krijgt David te horen dat de juridische afhandeling van de erfenis van zijn zus rond is. Hij is officieel miljardair. Hij verrast Francine door haar te laten weten dat hij tien miljoen dollar op een rekening op haar naam heeft laten zetten, zodat ze zich nooit meer druk hoeft te maken om geld. Ze besluit om niemand iets te vertellen over haar welvaart, net als David. Ook Brad niet. Alleen haar moeder mag het weten. Casey komt de twee opzoeken. Haar scheiding van Freddie is rond.
David besluit dat het tijd is om terug naar New York te gaan, alleen. Hij gaat Katchoo zoeken. Francine laat hem beloven terug te komen en haar weg te halen uit haar huidige leven als hij haar vindt. David gaat in New York naar een afspraak, met Tambi denkt hij. In plaats daarvan verschijnt Veronica, zijn nichtje. Zij biedt hem aan haar partner te worden aan het hoofd van de nieuwe Parker-organisatie. Omdat hij weigert, geeft ze een van haar lijfwachten opdracht hem dood te schieten. David valt daarop in een reflex zijn aanvaller aan zoals hij dat ooit geleerd heeft. Voor hij beseft wat hij doet, slaat hij de man dood. Dit tot zijn eigen afgrijzen. Veronica is daarentegen dolenthousiast dat de oude Yousaka nog niet uit hem blijkt verdwenen.

#### Grote overname
Tambi belt Katchoo. Ze is bij journalist Marshal Weinstein. Veronica heeft hem laten bekennen wie Miracle is, zijn anonieme informant voor zijn exposé over Darcy Parker. Ze heeft ledemaat na ledemaat geamputeerd om hem aan het praten te krijgen en hem stervend achtergelaten. Tambi weet dankzij Weinsteins aantekeningen ook vrijwel zeker dat Katchoo 'Miracle' is en wil haar spreken. Katchoo is zwaar onder invloed. Nadat ze de telefoon ophangt, valt ze neer op de vloer en blijft daar liggen. Ze zat op tv een live-concert van Griffin Silver te kijken. Wanneer die klaar is met zijn set, belt zijn broer Brad hem op. Hij vertelt hem dat hij gaat trouwen, met Francine. Griffin draagt daarom zijn toegift op aan het aanstaande bruidspaar. Katchoo hoort hem de naam van Francine noemen op tv.
Tambi vindt Katchoo laveloos in bad. Langs de kant staan flessen drank en een schaal cocaïne. Ze wil dood. Tambi realiseert zich dat Katchoo oprecht niet zonder Francine kan en laat haar ophalen door haar ondergeschikte Tip. Die waakte al tijden in opdracht van Tambi over Francines veiligheid. Francine vertrouwt hem omdat ze denkt dat hij in opdracht van Katchoo werkt. Tambi hoopt dat Katchoo opknapt van het zien van Francine, want ze heeft haar in goeden doen nodig bij de ultieme zakentransactie van King Enterprises. Tuccanni moet een stapel documenten tekenen waarmee hij denkt de organisatie van Katchoo en Tambi juridisch in te lijven bij The Big Six. In werkelijkheid draagt hij met zijn handtekening alles binnen The Big Six juist over aan hen. Tambi acht de vijf overgebleven leiders niet meer geschikt. Ze wil die laten opvolgen door mensen uit eigen gelederen, die beter geschikt zijn in de huidige tijd én in het gareel zullen blijven lopen.
Wanneer Katchoo aankomt bij de bank waar ze hebben afgesproken met Tuccanni, opent Tambi de deur van een limousine. Tot Katchoos verrassing zit Francine erin. Ze krijgen twee minuten samen. Daarna moet Katchoo mee naar de afspraak met Sal. Voor ze naar binnen gaan, vertelt Tambi haar dat dit de enige manier is om te voorkomen dat Francine en zij de rest van hun leven onveilig zullen zijn. Alleen als alles goed gaat, is er namelijk geen Big Six meer die op Katchoo en haar naasten uit is. Tambi wil graag dat Katchoo betrokken blijft bij de organisatie, maar geeft haar woord dat ze er ook uit mag stappen zodra de overname is gelukt. Ze zal Katchoo dan uitkopen en garandeert dat ze zal zorgen voor privacy, rijkdom en veiligheid voor de rest van haar leven.
In het bijzijn van een notaris waarmee hij al veertig jaar werkt, ruikt Tuccanni geen onraad. Hij loopt met open ogen in de val. Zonder dat hij doorheeft wat hij doet, schrijft hij alles over aan de twee vrouwen. Wanneer Tambi hem vertelt waarvoor hij echt heeft getekend, trekt hij een pistool. Hij bergt dit weer op wanneer Katchoo er ook een op hem richt. Ze had dit verborgen in een geheim compartiment in haar laptop. Tuccanni accepteert zijn verlies. De twee vrouwen lopen naar buiten als overwinnaars. Het enige dat Katchoo wil, is de organisatie achter zich laten en weggaan samen met Francine. Wanneer ze buiten komen, zit die alleen niet meer in de limousine. De chauffeur is dood. Tambi realiseert zich dat Veronica haar heeft.

#### Tambi en Bambi
Veronica houdt zowel Francine als David gevangen om Katchoo naar zich toe te lokken. Ze weet niet dat die zich inmiddels schuilhoudt in het huis waar David vastzit. Katchoo heeft bovendien Tambi bij zich. Die laatste schakelt Davids bewaker uit zodra die even alleen is. Ze stuurt Katchoo en David vooruit. Ze heeft door dat ze bekeken worden. Daarop wordt Tambi aangevallen door haar tweelingzus, die weer op vrije voeten is. Bambi is niet op de hoogte van wat er allemaal is veranderd in de tijd dat ze in de gevangenis zat. Daarom heeft ze haar rol als lid van het Parker-imperium als vanouds hervat en denkt ze dat haar zus nu de vijand is. Tambi blijkt de sterkste van de twee.
Het verschijnen van een met een pistool bewapende collega van Bambi legt het gevecht stil. Hij hoort de zussen praten over een familiekwestie. Voor Tambi haar afkapt, noemt Bambi daarbij de eerste lettergreep van de naam van Katchoo. Bambi's handlanger heeft niettemin genoeg gehoord om een goed bewaard geheim tot zich te laten doordringen. Hij weet dat de zussen de dochters zijn van de dode huurmoordenaar Sonny Baker en kende het gerucht dat die nog een derde dochter kreeg bij een prostituee. Hij realiseert zich nu dat dit waar is en Tambi en Bambi daadwerkelijk een halfzus hebben; Katchoo. Bambi's collega deduceert daarbij ook dat Tambi en Katchoo de handen ineen hebben geslagen om alle andere families omver te werpen. Bambi vraagt zich af waarom zij hier niet bij betrokken werd. Tambi deelt haar mee dat ze te veel fouten maakt. Tijdens een nieuw handgemeen tussen de zussen, belandt Bambi op haar handlanger en gaat zijn geweer af. Tambi gooit hem vervolgens het raam uit. Hij valt verdiepingen lager te pletter. Wanneer ze omdraait, blaast Bambi haar laatste adem uit. Ze werd geraakt door de verdwaalde kogel.

#### Veronica verraden
Veronica houdt Francine gevangen op een andere locatie. Terwijl ze de komst van Katchoo afwacht, kwelt ze een geknevelde Francine door haar uitgebreid en gedetailleerd te vertellen over de daden van Katchoo in haar Parker-tijd. Daarbij vertelt ze dat ze zelf een affaire had met Katchoo en verliefd op haar werd, maar haar liefde omsloeg in haat omdat Katchoo Parker niet verliet voor haar. Veronica onthult dat zij Emma daarom opzettelijk aids heeft gegeven, door haar met een besmette naald te injecteren met heroïne. Intussen liquideren Tambi en Katchoo buiten Veronica's bewakers.
Wanneer er aan de deur wordt geklopt, blijk dit David te zijn. Hij vertelt Veronica dat Tambi er elk moment kan zijn en ze Francine daarom beter kan laten gaan. Die gaat in plaats daarvan naar Francine en dreigt haar de keel af te snijden. Ze raakt afgeleid wanneer ze denkt dat Miss Parker de kamer binnenstapt. Haar eigen lijfwacht Becky maakt hiervan gebruik om Veronica in haar schouder te schieten en zo uit te schakelen. Tambi komt binnen en bedankt haar. Becky blijkt het voorgaande jaar als haar infiltrante Veronica in de gaten te hebben gehouden. De Miss Parker die binnenstapte, is in werkelijkheid Katchoo in vermomming. Tuccanni had haar verteld dat ze op Parker leek zoals ze verscheen op hun afspraak. Katchoo en Tambie nemen in harmonie afscheid van elkaar. Tambie vertelt dat Bambi dood is en ze alleen elkaar nog hebben. Terwijl Katchoo vertrekt, vertelt Tambi Veronica dat zij op precies dezelfde manier aan haar einde gaat komen als die waarop ze zelf Weinstein heeft vermoord.

#### Brad (einde subplot)
David keert met Francine en Katchoo terug naar Francines moeder. Ook Brad blijkt hier aanwezig. Wanneer Katchoo van hem verneemt dat hij Francines verloofde is, voelt ze dat als een stomp in haar maag. Ze gaat kil en vijandig met hem in gesprek. Hoewel hij het probeert, kan hij in haar ogen niets goeds zeggen. Voor Katchoo met David vertrekt, zweert ze Brad dat ze hem afmaakt als hij Francine ooit pijn doet. Francines moeder vermoedt dat het haar manier van opzij stappen is.
David rijdt met Katchoo naar een motel. Hier nemen ze allebei een eigen kamer. De rest van de dag reageert ze niet wanneer David opbelt of aan haar deur klopt. Hij ziet op televisie dat Tuccanni is opgepakt door de FBI en beseft dat Tambi hiervoor heeft gezorgd. Wanneer David in bed ligt, klopt Katchoo aan. Ze wil bij hem slapen. Ze is bang voor wat Veronica Francine mogelijk allemaal heeft verteld en vreest Francine kwijt te zijn. David kan zich dat niet voorstellen en brengt haar de volgende dag naar Francine. Die pakt haar hand, maar vertelt kinderen te willen en daarvoor niet veel tijd meer te hebben.

#### Gescheiden levens
Katchoo en David wonen inmiddels samen in haar strandhuis in Hawaï. Katchoo is weggegaan uit Tennessee en heeft Francine volledig de ruimte gegeven met Brad. David is geen miljardair meer. De staat heeft zijn gehele erfenis geconfisqueerd omdat zijn zus haar fortuin illegaal verkreeg. Dit betekende dat hij ook de €10.000.000,- die hij Francine gaf, moest terughalen en inleveren. Katchoo heeft intussen wel "more money than anybody has a right to know" vanwege haar partnerschap met Tambi, maar deelt die kennis met niemand. Carolyn Hobbs slijt haar schilderijen intussen alsof het warme broodjes zijn.
Katchoo woont samen met David, maar beseft dat ze niet op dezelfde manier van hem houdt als van Francine. Francine twijfelt al voor haar huwelijk of ze de juiste beslissing maakt. Ze is er 100% zeker van dat ze heteroseksueel is en altijd geweest is, maar ook dat ze van Katchoo houdt zoals ze van niemand anders houdt. David woont samen met Katchoo en heeft schijnbaar wat hij altijd wilde, maar weet in zijn achterhoofd hoe de verhoudingen werkelijk liggen en zoekt soelaas in zijn geloof. Francine en Katchoo zijn er allebei van overtuigd dat ze te laat zijn om hun relatie met elkaar nog te veranderen.
Twee weken voor haar bruiloft hangt Francine gebogen over het toilet. Er spelen twee scenario's door haar hoofd. In het ene zoekt ze Katchoo op, wordt ze samen met haar oud en haar aanstaande dochter Ashley krijgt een opvoeding van twee moeders. In het andere vertelt ze Brad en haar moeder over een aantal minuten dat ze zwanger is en gaat ze het traditionele leven met man, kinderen en kleinkinderen waarvan ze altijd heeft gedroomd tegemoet. Alleen dan met een partner die niet voelt als haar grote liefde. Haar contact met Katchoo zal dan verwateren tot ze op een dag vanuit het niets een telefoontje krijgt dat ze is overleden.
Tussen David en Katchoo gaat het intussen steeds slechter. Terwijl hij niets liever wil dan een volwaardige relatie met haar, neemt zij zoveel fysiek als emotioneel steeds meer afstand van hem. Nadat zijn zoveelste poging om hierover met haar te praten weer uitmondt in een vernedering, besluit hij te vertrekken. Hij boekt een enkele vlucht naar Japan. Katchoo vindt bij thuiskomst een afscheidsbrief waarin hij haar het beste wenst en uitlegt dat hij begrijpt dat hij dat niet is voor haar.
Francine verhuist in haar eentje terug naar Houston. Ze heeft haar bruiloft afgezegd. Zodra Katchoo dit hoort, vliegt ook zij over vanuit Hawaï.

#### Moord en verkrachting
Twee wandelaars vinden een menselijke schedel nabij het zomerhuis van Sal Tucciani. FBI-agente Sara Bryan onderzoekt de zaak. Het gebit wijst uit dat het de schedel van Veronica is. Ze is het derde dode Parker-meisje dat is gevonden sinds de dood van Darcy Parker. Bryan vermoedt dat er iemand bezig is om specifiek deze vrouwen uit de weg te ruimen. Tambi spoort intussen David op in Japan. Ze zet een pistool op zijn hoofd en eist dat hij mee teruggaat. Hij is de enige man die Katchoo in haar buurt laat komen en Tambi wil dat hun familie een erfgenaam heeft wanneer zij en haar zus overlijden. Daarom wil ze dat hij een kind bij haar verwekt. David weigert mee te werken, maar doet haar een ander voorstel. Hij wil Tambi helpen om zelf zwanger te worden, op voorwaarde dat ze Katchoo verder in rust en vrede haar leven laat leiden. Tambi gaat akkoord.
's Avonds na sluiting van het fitnesscentrum dat Casey leidt, begaat een man genaamd Dumoni een fout door te proberen instructrice Monica aan te randen. Zij is hem alleen fysiek de baas, slaat hem in elkaar en draagt hem over aan de politie. Dit is goed nieuws voor Freddie en Chuck. Dumoni is namelijk ook aangeklaagd voor verkrachting en verminking door Lindsey Noël, die zij juridisch bijstaan.
Agente Bryan neemt contact op met rechercheur Mike Walsh. Hij heeft Katchoos sporen niet volledig uit de dossiers van de FBI kunnen wissen. Bryan wil hem spreken over haar in verband met haar onderzoek naar de dode Parker-meisjes. Ze zet hem zodanig onder druk dat hij vertelt dat Katchoo 'Miracle' is, de geheime bron van journalist Weinstein die met zijn artikel Darcy Parker ten val bracht.
Francine vertelt Katchoo dat ze van haar houdt en probeert een liefdesrelatie met haar op te bouwen. Ze stelt het fysieke deel daarvan alleen uit tot ze zich daar klaar voor voelt. Katchoo is blij, maar heeft steeds meer moeite met wachten op Francine. Die praat met Casey over het hebben van seks met een vrouw. Casey vindt het geen groot thema en vindt dat Francine het een keer moet proberen voor ze erover kan oordelen. Ze vertelt dat ze het zelf ook weleens heeft gedaan en vindt het voor herhaling vatbaar. Casey wijst Francine er daarbij op dat Katchoo in haar ogen geweldig is en als zij niet voor haar wil gaan, ze Katchoo zelf wel wil.

#### D.U.C.K.-Hunter
Katchoo gaat naar een bar op zoek naar gezelschap. Hier ontmoet ze Cherry Hammer. Katchoo flirt met haar, maar Cherry onthult dat ze een 'D.U.C.K.-Hunter' is en niet bij toeval in haar buurt. Ze 'beëindigt dienstverbanden' van uit de pas gelopen (voormalige) Parker-meisjes die een risico of bedreiging vormen. D.U.C.K. is code voor een Parker-meisje dat functioneert als Deep Underground Capability; een undercoverspion die zich in het leven van haar doelwit heeft gemanoeuvreerd. Cherry werkt voor Tambi en is in Houston om Katchoo te beschermen, die als stille eigenaar 50% van hun onderneming bezit. Een spoor dat ze al twee jaar volgt, heeft Cherry hierheen gevoerd. Ze vermoedt dat een voormalig Parker-meisje het op Katchoo heeft voorzien. Katchoo belt voor de zekerheid Tambi, die vanuit Japan de identiteit van Cherry bevestigt.
Na een gesprek met therapeute Lindsey Noël besluit Francine definitief om helemaal voor Katchoo te gaan, met alles erop en eraan wat bij een liefdesrelatie hoort. Ze is tot de conclusie gekomen dat Katchoo een kans op geluk is die voorbijgaat als ze die niet pakt. Ze kookt, creëert een romantische sfeer in huis, doft zich op en strooit rozenblaadjes over het bed. Katchoo komt alleen voor het eerst sinds ze is overgevlogen uit Hawaï 's avonds niet langs. Francine gaat de volgende dag naar Casey om te vertellen wat er is gebeurd en dat ze zich zorgen maakt over Katchoo. Die treft ze alleen daar aan, ontbijtend op de bank, in haar slipje. Katchoo is uit frustratie over haar eenzame nachten naar Casey gegaan. Die heeft haar binnengevraagd en is met haar naar bed gegaan. Francine stormt verdrietig weg. Bijna thuis loopt ze Brads broer Griffin Silver tegen het lijf. Die is samen met zijn vriendin Nikki McQueen en zijn broer naar Houston gekomen om Francine te vragen naar huis te komen. Ze stort zich in Brads armen en vliegt samen met de drie in Griffins privévliegtuig mee terug.
'Lindsey' droomt over haar verleden. In 1988 was ze vier jaar undercover bij en als Olivia getrouwd met misdaadbaas  Leo Dominguez, toen Tambi aan hem onthulde dat ze in werkelijkheid Vicky Weiss heet en al die tijd een infiltrante van Darcy Parker was. Tambi verraadde haar omdat ze Weiss' dienstverband als Parker-meisje kwam beëindigen. Nadat ze Dominquez zijn geld liet overmaken aan Parker, liet Tambi hem en Weiss achter in een brandend huis. Bij het verlaten van de woning, gooide ze een mes op het midden van het bed waaraan ze de twee ieder aan een poot had vastgebonden. 'Lindseys' littekens zijn niet het werk van Dumoni.

#### Leven na Francine
Nadat ze te weten is gekomen dat Francine met Brad mee naar huis is gevlogen, heeft Katchoo twee weken tevergeefs geprobeerd haar te bellen. Haar telefoontjes worden niet beantwoord. Casey heeft intussen voor de diep verdrietige Katchoo gezorgd. Wanneer die concludeert dat Francine voorgoed weg is, overweegt ze om weer uit Houston te vertrekken en opnieuw aan de slag te gaan met Tambi. Ze vermoedt dat dit het enige in haar leven is waar ze goed in is. Casey spreekt haar tegen. Volgens haar maakt Katchoo er een gewoonte van om na een tegenslag in de put te raken, te verkassen en zichzelf zo op te branden. Francines vertrek betekent niet dat de kans op een gelukkig leven voorbij is. Casey stelt dat er nog genoeg andere mensen op de wereld zijn die haar zich begrepen en geliefd kunnen laten voelen, zoals zijzelf. Misschien is Francine helemaal niet de ware. Casey stelt dat Katchoo ervoor moet kiezen om een keer ergens te blijven en stabiliteit in haar leven toe te staan, met vrienden en iemand die er dag en nacht voor haar is. Katchoo stemt in en zegt ja op Caseys voorstel om met haar samen te gaan wonen. Ze neemt ook contact op met Hobbs om haar te laten weten dat ze weer gaat schilderen. Die voorziet Katchoo van een atelier, modellen en een bedrijfsrekening waarmee ze alle spullen die ze nodig heeft kan aanschaffen.
FBI-agente Bryan krijgt van haar superieuren toestemming om undercover contact te zoeken met Katchoo. Ze vermoedt dat dit de enige manier is om info uit haar los te krijgen over Parker-meisjes. Alle voorgaande ervaringen van de FBI wijzen uit dat deze vrouwen niet aan het praten te krijgen zijn door ze aan verhoren te onderwerpen. Sara meet zich een nieuw uiterlijk aan om bij Katchoo in de smaak te vallen. Vervolgens bezoekt ze haar onder de schuilnaam Sara Fitzgerald in haar atelier om zich aan te bieden als assistente. Katchoo neemt haar in plaats daarvan aan als model.
Francine bezoekt haar gynaecologe en krijgt te horen dat haar kind niet meer leeft. Er is geen hartslag meer te vinden. Terwijl Brad onderwerg is naar het ziekenhuis, spreekt ze de voicemail van Katchoo in. Die heeft haar telefoon thuis laten liggen. Casey ziet op het toestel dat er een bericht van Francine is binnengekomen. Met de bedoeling Katchoo te beschermen tegen nog meer nergens toe leidend melodrama, wist ze de boodschap zonder die te beluisteren.

#### Sluipmoord
Cherry is erachter gekomen dat 'Lindsey Noël' in werkelijkheid voormalig Parker-meisje Vicky Weiss is en Katchoos huisgenoot Casey als personal trainer heeft genomen. Dit is Tambi te toevallig. Ze stuurt daarom Becky op pad om Weiss uit de weg te ruimen voor die Katchoo iets kan aandoen. 'Lindsey' belt op dat moment met Casey om af te spreken die avond wat te gaan drinken met haar en Katchoo. Intussen stopt ze ducttape, touw en een jerrycan benzine in een tas. Ze wil wraak nemen op Tambi door haar zusje levend te verbranden. Voor ze haar appartement kan verlaten, schiet Becky haar vanuit een kantoorgebouw op ruim 1000 meter afstand door het hoofd met een scherpschuttersgeweer. Daarna schiet ze op de jerrycan om een ontploffing te veroorzaken en het appartement af te laten branden.
Casey loopt Margie McCoy tegen het lijf. Die vertelt haar dat Francine een miskraam heeft gehad en dat weekend alsnog met Brad gaat trouwen. Casey licht geschrokken Katchoo in en biecht op dat ze eerder een voicemailbericht van Francine heeft verwijderd. Ze gaan samen onuitgenodigd naar de bruiloft. Katchoo vindt Francine voor die haar ja-woord geeft, maar kan haar niet ompraten om dat niet te doen. Francine wil hun contact totaal verbreken. Ze vertelt Katchoo dat ze van haar houdt, maar niet het risico wil lopen dat iemand uit haar Parker-verleden achter haar familie aankomt.

#### David's Story (flashback)
Tiener Yousaka Takahashi is de leider van een Yakuza-jeugdbende in Los Angeles. Zijn vader Kenichi probeert hem op te leiden tot leider binnen het misdaadsyndicaat. Op een dag slaat Yousaka de vijftienjarige Chinees-Amerikaanse jongen David Qin halfdood omdat die over 'hun' straat liep, om boodschappen te doen voor zijn moeder. Qins zusje Mei voorkomt erger door Yousaka te stoppen met een techniek die ze van haar broer leerde. Dit terwijl die zelf niet terugvocht tegen Yousaka en zich nederig opstelde. Kenichi is intussen bezorgd over zijn kinderen. Hij ziet in Yousaka geen verlangen naar macht en in zijn halfzus Darcy geen macht over haar verlangens. Yousaka's vriend Montaro komt hem vertellen dat de politie hem zoekt. David Qin is thuis op bed gaan liggen en niet meer wakker geworden. Hij leed aan astma en een hartritmestoornis en de afranseling is hem fataal geworden.
Yousaka moet zich voor de rechtbank verantwoorden voor de dood van David Qin. De pro bono-advocaat van zijn arme familie delft het onderspit tegen het juridische team dat Kenichi Takahashi voor zijn zoon heeft geregeld. Yousaka ontloopt elke vorm van rechtsvervolging. Hij ligt zelf niettemin overhoop met wat hij heeft gedaan. Het laat hem niet los dat hij de toekomst van een onschuldige vijftienjarige jongen volledig heeft uitgewist. Qins zus geeft hem een envelop. Hierin zit een foto van haar met haar broer en een crucifix aan een ketting met daarop Davids naam. Omdat Kenichi niet mee wil werken aan een fusie tussen hun Yakuza-afdelingen en de Amerikaanse maffia, geeft zijn broer Ichiro zijn zoon Kusomo opdracht hem te liquideren. Ondanks dat Kenichi Kusomo eerst neerschiet, doodt die Kenichi voor hij zelf sterft.
Drie jaar na de dood van hun vader ontvangt Darcy haar broer in haar villa. Ze is getrouwd met de steenrijke, veel oudere Mitchell Parker en gaat tegenwoordig door het leven als Mrs. Parker. Yousaka heeft zich bekeerd tot het christendom, zich volledig afgewend van misdaad en wil op zijn beurt niet meer met zijn oude naam worden aangesproken. In plaats daarvan heeft hij de naam van David Qin aangenomen. Hij heeft besloten om onder deze naam voortaan de rest van zijn leven zo goed mogelijk leiden. Darcy heeft de volledige financiële zorg voor hem overgenomen van haar vader en betaalt zijn opleiding in New York. Wanneer ze haar broer op een dag thuis ontvangt voor een feest, stelt ze hem hierop voor aan haar werkneemster Katina Choovanski. Hij valt meteen voor Katchoo, maar Darcy zegt hem dat hij haar kan vergeten. Ze is haar minnares. Die avond gaat Katchoo er samen met Darcy's werkneemster Emma en $850.000,- vandoor.
David keert terug naar New York, laat zijn lange haar afknippen en gaat verder met zijn opleiding. Darcy belt hem daar op. Ze heeft Katchoo gelokaliseerd in Houston. Ze wil dat hij naar haar toe gaat en Katchoo voor haar in de gaten houdt. In ruil hiervoor belooft ze een huis voor hem te kopen in Hawaï. David gaat naar Houston en vindt Katchoo in een museum. Hij spreekt haar aan en hun gesprek eindigt erin dat ze samen koffie gaan drinken. Hun vriendschap begint.
-- Einde flashback --

#### Doorbraak
Nadat ze Francine meer dan een jaar niet meer heeft gezien, praat Katchoo met therapeute Juretta. Die relativeert het vertrek van Francine uit haar leven. Katchoo denkt dat ze misschien een vreselijk mens is en zo iedereen waarvan ze houdt, wegjaagt. Juretta vertelt haar daarentegen dat het doodnormaal is dat mensen het contact met elkaar verliezen doordat ze ieder verdergaan met hun eigen leven en dat dit soort dingen iedereen gebeuren. Ze zegt dat Katchoo ook gewoon aan een nieuw hoofdstuk kan beginnen, net als talloze niet betere of slechtere mensen.
Katchoos agente Hobbs begint exposities met exclusief schilderijen van Katchoo om haar te lanceren binnen de kunstwereld. Meteen na de opening koopt vooraanstaand verzamelaarster Mrs. Van der Buff direct vijftig van de honderd geëxposeerde naakten. Hobbs voelt aan alles dat ze een succes wordt. Katchoo werkt door met nieuwe modellen, maar haar gedachten keren na verloop van tijd terug naar Francine. Zij was de enige die haar oneindige inspiratie gaf. Sara is zelf vertrokken en op alle andere modellen was ze na verloop van tijd uitgekeken. Hobbs stelt haar voor om een serie te maken waarvan de delen samen een verhaal vertellen. Omdat Casey is uitgegroeid tot haar beste vriendin, besluit Katchoo haar op te zoeken in Las Vegas om hierover met haar te overleggen. Casey is daarheen verhuisd om te gaan werken als danseres in theatershows.
Net voor Katchoo naar het vliegveld wil vertrekken, staat Sara voor de deur met rechercheur Walsh. Ze was van de Parker-zaak afgehaald omdat ze nodig was in een antiterrorismeoperatie, maar is zich hier in haar eigen tijd mee bezig blijven houden. Zo is ze erachter gekomen dat Leo Dominquez' destijds spoorloos verdwenen vrouw 'Olivia' één en dezelfde is als de nu echt dode 'Lindsey Noël'. Alle aanwijzingen die ze heeft gevonden, hebben haar tot de conclusie geleid dat ze weer een vermoord Parker-meisje heeft gevonden. Daarbij is dit er een van wie alle contacten die ze heeft gelegd sinds ze is opgedoken in Houston, allemaal in verband staan met Katchoo. Sara heeft zich ervan overtuigd dat de Parker-organisatie is geëvolueerd tot iets nog veel groters en dat Katchoo een van de kopstukken hiervan is. Ze is teruggekomen om haar ware identiteit als FBI-agente te onthullen en Katchoo te vertellen dat ze erbij is. Sara heeft een 800-pagina's dik dossier over haar waarmee ze haar wil aanklagen voor moorden, belastingontduiking en afpersing en levenslang wil opsluiten. Katchoo is niet verantwoordelijk voor de zaken waar ze van wordt beschuldigd, maar het dossier bevat tekst en beeld van vrijwel elk detail uit haar leven. Hierdoor is ze bang dat de FBI haar wel degelijk veroordeeld krijgt. Ze belt in tranen Tambi op. Die komt meteen in actie en neemt contact op met Bryan.

#### Pin-upgirl
Francine leidt inmiddels een welvarend leven als echtgenote van een arts en schoonzus van een succesvol rockzanger. Toch mist ze Katchoo nog elke dag. Daarom gaat ze tijdens een vakantie op de Bahama's naar een tatoeageshop met een foto van de lelie op Katchoos linkerborst en laat ze precies dezelfde afbeelding op de hare zetten. Dit om toch een permanente connectie met haar te hebben. Bij thuiskomst doet haar moeder Marie een bekentenis over haar verleden. Ze wilde dit eigenlijk geheim houden, maar nadat Katchoo haar al vertelde dat ze erachter was gekomen én er onlangs een fan bij haar op de stoep stond, denkt ze dat het vroeg of laat toch zou uitkomen. Marie bekent dat ze voor ze kinderen kreeg, een carrière had als pin-upgirl Mary Midnight. Francine vindt het niet erg, maar grappig. Ze snapt nu wat haar vader Frank bedoelde, toen hij zei dat haar moeder plotseling veranderde in een ander persoon en ze daarom uit elkaar groeiden. Marie gooide toen ze zwanger werd haar leven drastisch om en werd met opzet enorm burgerlijk, ter bescherming van haar kinderen. Francines vader is op de dag van haar bruiloft teruggekeerd in haar leven en ze komt net terug van een boottocht met hem. De manier waarop hij over Marie praatte, doet Francine vermoeden dat hij haar terug wil, zoals hij haar kende. Ze vertelt haar moeder dit en laat weten dat Benjamin en zij met 30 en 28 jaar oud genoeg zijn om het te accepteren als hun moeder een ander soort leven wil leiden dan ze doet sinds ze kinderen kreeg.

#### Eindes en nieuwe beginnen (einde subplot)
Tambi verschijnt op een afspraak met Sara Bryan en doet haar een voorstel. Ze heeft een iPod bij zich met daarop de volledige financiën, informatie en documentatie over de Parker Girls-operatie. Tambi wil die aan Sara overhandigen en samen met haar beste vrouwen meewerken aan een allesomvattend onderzoek naar het Parker-imperium, op alle terreinen waar de FBI zich zelf niet legaal op kan begeven. Ze vertelt Bryan dat ze is veranderd, het hele gebeuren achter zich wil laten en wil helpen haar land veiliger te maken. In ruil voor haar aanbod wil Tambi volledige vrijwaring van rechtsvervolging voor Katchoo, Becky, Cherry en zichzelf en de garantie dat hun namen op geen enkel papier genoemd zullen worden. Sara gaat akkoord. Tambi overhandigt daarop het volledige Parker-imperium ter waarde van $4.000.000.000,- aan de FBI en gaat samen met Becky en Cherry voor de organisatie werken, als opsporingsspecialisten. Ook Katchoo kan met een volledig schone lei verder met haar leven en mag dat op haar verzoek doen zonder voor de FBI te gaan werken. Tot overmaat van haar geluk staat vrijwel meteen daarna plotseling David in haar galerie. Hij is terug uit Japan.
Wanneer Katchoo een paar weken later naast David wakker wordt in Las Vegas, komt ze er tot haar verrassing achter dat ze de vorige dag met elkaar zijn getrouwd. Ze besluiten samen om ervoor te gaan. Als pasgetrouwd stel bezoeken ze Casey. Die woont samen met medeshowgirl Rusty Smith en haar achtjarige zoontje Cody in een trailer nabij het MC Grand, waar ze werken. Rusty heeft alleen last van een anonieme stalker die warrige boodschappen voor haar achterlaat. Nadat hij in een restaurant een onheilspellende tekst in de deur kerft van het toilethokje waarin Rusty zit, besluit Katchoo haar te schaduwen. Zo betrapt ze de stalker wanneer hij Casey en Rusty benadert met een pistool terwijl ze hun spullen naar hun auto brengen. Katchoo schakelt hem uit en draagt hem over aan de politie. Casey bedenkt zich door het voorval over haar werk en verhuist terug naar Houston. Intussen vertelt Brad aan Francine dat hem een baan is aangeboden in Houston, nabij haar moeder en vrienden. Ook zij keren terug.
David vertelt Katchoo wat er is gebeurd tussen hem en Tambi. Na hier over nagedacht te hebben, neemt ze hem dit niet kwalijk. Ze beseft tijdens haar overdenkingen alleen wel dat ze naar geen man zo kijkt als naar vrouwen. Hoewel hij de enige man is van wie ze houdt, wil ze daarom niet met hem getrouwd zijn. Wanneer Katchoo hem dit uitlegt, toont hij begrip. Ze besluiten hun huwelijksaanvraag niet in te sturen. David overweegt terug naar New York te gaan, maar Katchoo wil niet dat hij weer uit haar leven verdwijnt. Ze vraagt hem om in plaats daarvan terug te komen naar Houston en haar te helpen met haar studio. David stemt toe.

#### Studio Katchoo
Katchoo wil een kunststudio oprichten waarin mensen lessen en workshops kunnen volgen. Wanneer ze daaraan wil beginnen, komt ze erachter dat de FBI inmiddels haar bankrekening volledig heeft leeggehaald. Ze is wel nog steeds in het bezit van haar geheime Zwitserse bankrekening met daarop €850.000,-, maar daar wil ze niet aankomen. Dat geld is voor een eventuele speciale uitgave of anders haar pensioenregeling. Hobbs gelooft in Katchoo en doet haar daarom een voorstel; ze worden gelijke partners in Studio Katchoo. Katchoo krijgt de verantwoordelijkheid voor de kunst, klassen en workshops, zij voor het benodigde kapitaal. Ook krijgt ze het recht om eventuele nieuwe talenten die zich openbaren in de studio te vertegenwoordigen.
Wanneer Francine haar moeder komt vertellen dat ze weer in Houston gaat wonen, blijkt dat die ook haar eigen zaakje is begonnen. Ze heeft een handel opgezet in Mary Midnight-merchandise. Tot Francines verbazing vertelt Marie haar dat Katchoo haar hierbij enorm tot hulp is geweest. Niet alleen heeft Katchoo haar verteld dat zij de rechten heeft over deze franchise, ze heeft Marie ook in contact gebracht met de beste advocaten en agenten om alles te regelen. Er wacht Francine een tweede verrassing wanneer haar vader Frank de kamer in loopt. Haar moeder en hij zijn weer bij elkaar.
Voor David naar Houston gaat, bezoekt hij een ziekenhuis in New York. Dat was eigenlijk in eerste aanleg waarvoor hij terug naar de Verenigde Staten was gekomen. Nadat hij neerstortte met het vliegtuig dat Veronica saboteerde, is hij altijd hoofdpijnaanvallen blijven houden. Een specialist in New York vindt op een CT-scan de oorzaak. Een geneeswijze is er niet.

#### Bomaanslag
In Houston wordt een bomaanslag gepleegd op een ambulance. Forensisch patholoog-anatoom Emily Stryker komt erachter dat het explosief zich in het lichaam van de behandelde patiënt bevond. De moord blijkt het werk van een seriemoordenaar, die bekend komt te staan als The Body Bomber.
Studio Katchoo is inmiddels in bedrijf. David en Casey werken hier voor Katchoo, evenals assistente Jet en model Pia Piza. Freddie klopt aan om Katchoo mee uit te vragen. Hij heeft eigenlijk een relatie met Emily, maar die is druk met haar werk en hij heeft iemand nodig om met hem mee naar een liefdadigheidsgala te gaan. Hij weet dat Francine daarheen komt en zo hebben Katchoo en hij allebei een excuus om ook te gaan. Katchoo ziet Francine die avond aan de arm van Brad. In haar ogen ziet ze er volwassener, zelfverzekerder en gelukkiger uit dat ooit. Ze besluit daarom om haar niet te laten merken dat ze er is. Dit nadat ze even daarvoor ook een weifelend voicemailbericht van haar onbeantwoord liet.
Tambi heeft inmiddels weer een kapitaal van $15.000.000,- miljoen dollar opgebouwd en dat verspreid over verschillende offshorebanken. Ze betaalt sinds Davids vliegtuigcrash al zijn medische kosten, maar haar assistente vertelt haar dat hij die plotseling helemaal niet meer maakt sinds hij een neuroloog in Manhattan heeft bezocht. Tambi gebruikt haar contacten bij de FBI om de arts ertoe te brengen haar te vertellen wat er met hem aan de hand is. Zo komt ze erachter dat David terminaal is. David praat intussen met niemand over zijn gezondheid. Casey krijgt na vijf jaar van openlijk verlangen wat ze wil wanneer hij met haar uitgaat. De volgende morgen wordt hij in haar bed wakker. Hij schrikt even, maar is bij nader inzien blij met Casey als vriendin.
Marie wil Katchoo inhuren om een naakt van haar te schilderen als Mary Midnight. Zowel Katchoo als Francine praten hier los van elkaar over met David. Hij merkt voor de zoveelste keer dat de twee elkaar missen. Daarom bedenkt hij samen met Casey een plan. Ze lokken zowel Katchoo als Francine naar een geluidsstudio en sluiten de twee daar samen op. Ze mogen er pas uit als ze het hebben bijgelegd. De twee erkennen na verloop van tijd allebei dat hun levens niet compleet zijn zonder de ander. Francine laat Katchoo haar tatoeage zien. Doordat het Parker-imperium volledig is overgedragen aan de FBI, vormt Katchoos verleden daarin ook geen belemmering meer voor het herstellen van hun vriendschap.

#### Kinderwens
David krijgt steeds meer last van hoofdpijnen. Nadat hij op een avond alleen thuis in slaap valt, staat de volgende morgen Tambi in zijn keuken. Ze vertelt hem dat hun pogingen haar zwanger te krijgen niet zijn gelukt en ze nog steeds verwacht dat hij haar helpt voor een erfgenaam te zorgen. Ze laat hem ook weten dat ze op de hoogte is van wat hem mankeert en dat hij dat voor iedereen geheimhoudt. Ze vindt dat hij het haar had moeten vertellen en dat Katchoo nog veel meer recht heeft om het te weten. David kan het alleen niet opbrengen om weer een nieuw brok ellende in haar leven te introduceren. Daarom neemt Tambi die taak van hem over. Op hetzelfde moment vertelt David zelf ook aan Casey over zijn hersentumor, een glioblastoma multiforme. Mensen die deze diagnose krijgen, hebben doorgaans nog twaalf tot achttien maanden te leven en David weet sinds drie maanden dat hij hieraan lijdt. De oorzaak is genetisch en komt niet voort uit de vliegtuigcrash. Hij wil geen behandelingen die zijn leven rekken, maar hem afhankelijk maken en veranderen in iemand anders dan zichzelf.
Katchoo krijgt een telefoontje. Model Pia is in het ziekenhuis opgenomen met een onregelmatige hartslag, veroorzaakt door anorexia. Casey en Katchoo gaan naar haar toe. Ze laten David tijdelijk achter bij Tambi. Die maakt van de gelegenheid gebruik om hem te dwingen haar zijn zaad mee te geven in een potje. In het ziekenhuis krijgen Katchoo en Jet Pia niet aan haar verstand gebracht dat ze meer moet gaan eten. Casey doet een persoonlijke onthulling die wel effect heeft. Toen ze zeventien jaar oud was, had ze zelf anorexia. Nu zou ze dolgraag een kind krijgen met de man waarvan ze houdt, maar daar is ze als gevolg van toen lichamelijk niet meer toe in staat. Deze waarschuwing komt aan bij Pia, die beterschap belooft. Op weg terug naar David praten Katchoo en Casey verder over haar onvervulbare kinderwens. Casey vertelt dat ze David de geweldigste man vindt die ze ooit heeft ontmoet. Ze zou graag een kind van hem op de wereld brengen waarin een stukje van hem blijft bestaan als hij er niet meer is. Katchoo heeft nooit over kinderen nagedacht, maar Caseys verhaal zet haar aan het denken. Wanneer ze weer bij David aankomen, vertelt Katchoo hem dat ze een kind van hem wil.
Brad is amper thuis en neemt zelden zijn telefoon op, tot frustratie van Francine. Volgens hem komt dit doordat het erg druk is in het ziekenhuis omdat er weer een ambulance is opgeblazen. Dankzij een verstopte telefoon in de zak van een van zijn jasjes in zijn kast, komt Francine er niettemin achter dat hij een affaire heeft met een vrouw genaamd Pamela. Ze verlaat kwaad het huis en overnacht in een hotel. Wanneer ze de volgende morgen in de lobby loopt, ziet ze op de voorpagina van een krant dat Griffin Silver op het podium is doodgeschoten; Brads broer is vermoord door een krankzinnige fan. Tijdens de uitstrooiing van zijn as vanaf een boot, praat ze met Silvers verloofde Nikki. Die doorziet dat Brad vreemd is gegaan en Francine diep in haar hart verlangt naar Katchoo. Ze raadt haar aan haar gevoel te volgen.

#### Katchoo, Casey en David
Casey stond versteld toen Katchoo David vanuit het niets vertelde dat ze een kind van hem wil, maar komt met Katchoo overeen dat dit de beste optie is. Zelf is ze niet in staat baby's te krijgen en van Katchoo houden David en zij allebei. Het wordt zo een kind van hun drieën, in plaats van dat er een buitenstaander bij komt als draagmoeder. Katchoo en Casey spreken af het samen op te voeden wanneer David er niet meer is. Wanneer ze hun plan aan David voorleggen, stemt hij meteen in. Katchoo gaat met David en Casey in één huis wonen en wil haar Zwitserse bankrekening leeghalen. Het geld wil ze gebruiken om de tijd die David nog rest zo leuk mogelijk door te brengen met zijn drieën.
Tambi stuurt Cherry naar Japan. Ze weet iets wat David niet weet en dat is dat hij nóg een zus heeft. Zij is voor zover Tambi weet ook niet op de hoogte van zijn bestaan. Ze is achtergebleven in Japan en wel altijd afgeschermd van de praktijken van hun vader, Yakuza-leider Kenichi Takahashi. Tambi zelf gaat naar Berlijn. Ze heeft een afspraak met een team neurochirurgen dat een doorbraak denkt te hebben bereikt in moleculaire behandelwijzen. Hoewel het nog niet is toegestaan hier patiënten mee te behandelen, weet ze voor €5.000.000,- een van de artsen bereid te vinden dat toch te doen. David gaat akkoord met de behandeling in Duitsland, zolang er maar niet in hem wordt gesneden. Tambi spreekt af dat ze hem, Katchoo en Casey over twee weken komt ophalen met een vliegtuig. Ze vertelt Katchoo dat er tot dusver twaalf mensen zijn behandeld met de experimentele methode. Daarvan zijn er twee gestorven tijdens de procedure, vijf aan complicaties en vijf inmiddels volledig kankervrij. Beseffend dat David over twee weken misschien zijn dood tegemoet gaat, stuurt Casey hem en Katchoo samen naar bed om daar zoveel mogelijk tijd door te brengen voor Tambi ze komt ophalen. Het is de bedoeling dat Katchoo zwanger van hem is voor ze naar Duitsland gaan, want daarna kan het misschien niet meer.
Nikki neemt Francine mee om haar iets te laten zien. Griffin heeft haar onder meer een huis nagelaten met daarin een schilderij. Het is het naakt dat Katchoo ooit van Francine maakte. Griffin heeft het destijds anoniem gekocht. Nikki wil het aan Francine geven en benadrukt dat het meer is dan een schilderij. Volgens haar is het een uiting van pure liefde van de schilderes aan haar model. Francine voelt zich plotseling alsof ze ontwaakt. Ze komt tot de conclusie dat ze haar hele leven al doet en nalaat wat haar familie, mannen en haar omgeving van haar verwachten en besluit daarmee te stoppen. Ze gaat Brad vertellen dat ze van hem wil scheiden en vertrekt naar het vliegveld.
Aangekomen in Houston belt Francine Casey om te vertellen dat ze Brad verlaat en terugkomt. Casey spreekt met haar af in een restaurant. Ze wil er zijn voor Francine, maar haar ook op de hoogte brengen van de huidige situatie tussen David, Katchoo en haarzelf. Voor ze daartoe komt, vertelt Francine haar dat ze Katchoo ten huwelijk wil vragen. Casey spreekt haar serieus toe en zegt haar dat niet te doen. Ze legt Francine uit wat er is veranderd in haar afwezigheid. Ze vertelt over Davids tumor, de situatie tussen hem, Katchoo en haarzelf en de babyplannen die ze met zijn drieën hebben. Casey wil niet dat Francine de boel overhoop haalt en Katchoos leven voor de zoveelste keer in de war schopt. Francine verlaat kwaad het restaurant.

#### Hersenbloeding
Eén dag voor hun reis naar Berlijn, stort David in elkaar in de badkamer. Katchoo probeert hem te reanimeren en zowel het ambulancepersoneel als de ziekenhuismedewerkers doen er alles aan om hem te redden, maar tevergeefs. Zijn hersentumor heeft een hersenbloeding veroorzaakt waaraan hij sterft. Cherry vindt in Tokio Yoshiko 'Ai' Takahashi, Davids zus. Ze is opgegroeid bij haar oma en leidt een doorsnee burgerleven. Ze weet niets van de misdaadimperiums van Darcy en haar vader of van het bestaan van David. Net voor Cherry haar wil aanspreken en alles wil vertellen, belt Tambi haar op. Omdat David is gestorven, blaast ze de hele missie af. Het lijkt haar onder de nieuwe omstandigheden beter voor Ai om haar overal buiten te houden.
David blijkt voor zijn dood Freddie te hebben ingehuurd als zijn advocaat. Hij wil dat die probeert zijn erfenis terug te krijgen van de staat en hem de executeur van zijn testament gemaakt. David heeft voor Francine, Tambi, Casey en Katchoo ieder een brief achtergelaten, met de bedoeling dat Freddie die vóór zijn uitvaart in het bijzijn van hen allemaal voorleest. Hij vraagt ze alle vier om niet te reageren voor Freddie daar helemaal mee klaar is.
- David bedankt Francine voor alle zorgen nadat hij neerstortte met het vliegtuig dat Veronica saboteerde. In zijn ogen heeft zij hem opgeraapt toen hij op zijn dieptepunt was en weer op de been geholpen. Als het Freddie lukt zijn erfenis terug te halen, is een deel daarvan voor haar.
- David vertelt Tambi dat hij weet dat zij Darcy heeft vermoord en vergeeft haar daarvoor. Hij weet wie en hoe zijn zus was. Hij ziet in dat Tambi veel om hem moet hebben gegeven als hij haar persoonlijkheid afzet tegen wat ze allemaal voor hem heeft gedaan. Hij vraagt haar volledig open en eerlijk te zijn tegen Katchoo over de afspraak die ze met hem heeft gemaakt in Japan.
- David bedankt Casey voor alle vreugde die haar persoonlijkheid hem heeft gebracht en de liefde die ze hem heeft gegeven. Die was wederzijds. Hij vertelt haar dat ze een te goed mens is om nog langer een leugen te leven en dat Katchoo moet weten dat ze voor Tambi werkt. Hij weet dat Katchoo en zij echt van elkaar zijn gaan houden en vindt dat ook dit - met goede intenties uitgevoerde - bedrog van Tambi, haar en hemzelf uit de wereld moet om op een goede manier verder te kunnen. Hij vertrouwt erop dat de band tussen Katchoo en haar sterk genoeg is om de wond te helen.

#### Brief aan Katchoo (eind subplot)
David vertelt Katchoo over de afspraak die Tambi en hij hebben gemaakt om voor een erfgenaam van de Baker- en Takahashifamilies te zorgen en alles wat hij daarvoor heeft gedaan. Hij wist sinds zijn ontmoeting met Tambi in Japan dat Casey voor haar werkt. Hij vertelt dat Casey geen D.U.C.K. is, maar een voormalig accountant van Tambi. Ondanks dat ze geen getrainde veldagent is, is het niettemin mede aan haar te danken dat er ten minste één daadwerkelijke D.U.C.K. die Katchoo dood wilde, kon worden uitgeschakeld. Dit zonder dat Katchoo ooit iets van de dreiging heeft gemerkt. Casey zorgde voor haar veiligheid door Tambi steeds op de hoogte te brengen als ze gevaar voor Katchoo zag. Dit deed ze via Becky, haar zus. David is ervan overtuigd dat Casey afgezien van haar geheime taak om Katchoo te beschermen, altijd zo eerlijk mogelijk over alles is geweest. Hij hoopt dat hun onderlinge relatie herstelt en voortduurt en dat Katchoo Casey, Tambi en hem kan vergeven dat ze dit voor haar geheimhielden. David herinnert haar eraan dat zijzelf ook nooit volledig eerlijk was tegen Francine, maar daarom niet minder van haar houdt.
David vraagt Katchoo te vechten om zijn erfenis terug te krijgen. Als haar dit lukt, is de helft voor haar en de andere helft om te besteden aan verbetering van de mensenrechten in Afrika. Hij onthult dat hij hiernaast aanzienlijke bezittingen heeft in Japan, op zijn geboortenaam . Die heeft hij zo verborgen gehouden voor Darcy. Ook die zijn voor Katchoo, om een goed leven te kunnen leiden tot ze zijn erfenis terugheeft. David wil niet worden begraven, maar gecremeerd. Hij wil dat zijn as wordt verstrooid op wat zij een mooie plek vindt. Hij verklaart Katchoo dat hij met ziel en zaligheid van haar heeft gehouden vanaf de dag dat hij haar voor het eerst zag. Hij is God dankbaar voor alle tijd die hij met haar heeft mogen doorbrengen en haar dat ze haar leven met hem wilde delen. Hij hoopt en gelooft haar ooit terug te zien en wenst haar tot die tijd een lang en gelukkig leven. In zijn ogen moeten Katchoo en Francine dit verder met elkaar doorbrengen.
Wanneer Freddie klaar is met voorlezen, proberen Tambi en Casey zich te verklaren. Katchoo wil geen woord horen. Ze stormt naar buiten en vertrekt alleen. Ze vindt dat er voor de zoveelste keer een schertsvertoning van haar leven is gemaakt door de mensen die ze vertrouwde.

#### Santa Fe
Katchoo is naar Santa Fe gereden zonder iemand te laten weten waar ze is. Ze heeft de as van David bij zich en kijkt uit naar een plek waar ze die wil verstrooien. Tambi heeft zich op de hoogte gesteld van haar verblijfplaats, maar laat haar met rust. Aan een smeekbede van Francine om haar te vertellen waar Katchoo is en waarom ze die per se wil spreken, geeft Tambi wel toe.
Casey staat haar spullen in te pakken wanneer Freddie binnenloopt. Ze vertelt hem dat haar echte achternaam Campbell is en ze teruggaat naar huis, naar Chicago. Hun voormalige huwelijk was ook nooit officieel, maar voltrokken door een ingehuurde medewerker. Freddie dringt er bij Casey op aan om te blijven. Volgens hem heeft ze in de voorbije jaren de beste vriendschappen opgebouwd die ze ooit zal hebben. Ook al was ze niet eerlijk over één aspect van wie ze werkelijk is, al het andere in die tijd was en is echt. Hij vergelijkt het met Francine die zich maagdelijker voordoet dan ze is en zijn eigen pose als een grotere charmeur dan hij waar kan maken. Casey belooft hierover na te denken.
Francine vindt Katchoo in Santa Fe. Ze drinken samen op David. Wanneer Katchoo haar hotelkamer binnen wil gaan, zoent Francine haar. Katchoo wordt kwaad. Ze gelooft er niet meer in en wil niet dat er nog met haar wordt gesold. Ze gaat alleen naar binnen en gooit de deur dicht, Wanneer Katchoo de volgende morgen in haar auto stapt om verder te zoeken naar een plek voor de as van David, stapt Francine onverwachts in. Ze gaat mee.
Casey staat op het punt verhuizers haar spullen in te laten laden, wanneer Tambi aankomt, haar mee naar binnen sleept en zegt dat ze moet blijven. Casey raakt buiten zinnen, schopt en schreeuwt, maar Tambi houdt haar in bedwang. Ze dringt er bij Casey op aan dat ze nergens schuld aan heeft. Niet aan alle narigheid, niet aan dat ze verliefd werd, niet aan Davids overlijden. Wanneer ze kalmeert, laat Tambi haar los. Ze vertelt Casey dat ze een plan heeft om Katchoo te helpen. Ze heeft dankzij haar connecties bij de Internal Revenue Service (IRS) iets waarmee ze invloed kan uitoefenen op de directeur. Ze denkt een deal te kunnen sluiten om Katchoo de helft van Davids erfenis terug te bezorgen en wil dat Casey haar hiermee helpt. Zij moet een strategie bedenken om het geld na terugkomst in zoveel richtingen te verspreiden, dat een nieuwe inbeslagname onmogelijk wordt. Tambi erkent dat ze betere accountants met actuelere kennis voor zich heeft werken, maar wil dit samen met Casey doen. Wanneer Casey ernaar vraagt, onthult Tambi dat ze de littekens op haar armen zelf heeft veroorzaakt door zichzelf te snijden toen ze voor Darcy werkte. Dit was zo'n extreme tijd dat deze verwondingen de enige pijn vormden die ze zichzelf toestond te voelen. Zo behield ze hoop dat ze ooit een leven zoals andere mensen kon krijgen, waarin ze kan lachen, huilen, om iemand geven en iemand om haar geeft.

#### Einde
Katchoo en Francine rijden langs een afgelegen huis in Santa Fe. Het staat te koop en Katchoo is er meteen verliefd op. Het aangrenzende landschap is in haar ogen de perfecte plek voor de as van David en het huis voldoet aan al haar wensen. Het kost $4.375.000,-. Dat heeft ze niet, maar ze weet dat als ze 20% daarvan kan neerleggen, ze het kan kopen en ze haar rekening in Zwitserland nog heeft. Francine vraagt hoe Katchoo haar rol in haar toekomst ziet, maar Katchoo zegt haar naar huis te gaan. Ze vertelt dat ze vrienden zijn, geen stel en ze voor Francine een fantasie is. Ze herinnert eraan dat ze allebei geen idee hebben van wat de ander de afgelopen jaren heeft doorgemaakt en ze elkaar niet meer kennen. Ze wil geen wel-niet-wel-niet-wel-niet meer. Francine stelt dat ze samen moeten komen en blijven. Ze beweert dat ze heeft gezien hoe hun toekomst eruitziet zonder elkaar en dat die verschrikkelijk is. Ze schreeuwt, pleit, gooit met haar schoen en ontkleedt zich daarop net zo lang tot Katchoo gelooft dat ze meent dat ze echt van haar houdt en verliefd op haar is. Katchoo wil van nog van Francine horen dat zij geen spion is of werkt voor Darcy, Tambi, de FBI of iets of iemand anders die het op haar heeft voorzien, maar geeft dan toe.
Francine en Katchoo kopen het huis in Santa Fe samen. Francine wil het in één keer kopen met het geld dat ze overhoudt aan haar scheiding van Brad, maar Katchoo staat erop dat ze ieder de helft betalen. Omdat ze daar het geld nog niet voor heeft, sluiten ze samen een hypotheek af. Tambi belt Katchoo op om een afspraak met haar te maken. Wanneer ze er samen met Francine heen gaat, blijkt dat Tambi op haar beurt Casey bij zich heeft. Katchoo en Francine vertellen de twee dat ze samen een huis hebben gekocht. Omdat de stemming goed is, doet Francine een onthulling waar ook Katchoo nog niet van wist; ze is zwanger, vermoedelijk een maand of twee op dat moment. Tambi kondigt aan dat Casey nog een verrassing voor Katchoo heeft. Casey wil eerst haar spijt betuigen voor wat er is gebeurd, maar dat hoeft van Katchoo niet. Het verleden is voorbij, alles is goed tussen hen twee. Ze houdt van Casey en vertelt haar dat. Ook Tambi vergeeft ze, op voorwaarde dat die voortaan geen geheimen of verrassingen meer voor haar heeft. Tot verbazing van Katchoo en Francine blijken Casey en Tambi inmiddels een stel. Casey vertelt vervolgens over het plan dat Tambi met haar assistente Wendy bedacht en ze met zijn drieën hebben uitgevoerd. Ze hebben een schikking getroffen met de IRS. Ze hebben genoegen genomen met de helft van Davids erfenis en in ruil daarvoor heeft de IRS de rechtszaak laten vallen. Dit betekent dat Katchoo per direct $700.000.000,- bezit.
Omdat ze acht weken niet meer heeft gemenstrueerd sinds ze met David was, doet Katchoo een zwangerschapstest; ze is zwanger. Die nacht brengen Francine en zij hun eerste nacht in hun nieuwe huis door en voelt Katchoo zich voor het eerst volledig in vrede met haar leven. Nadat ze hun woning samen hebben ingericht, strooit Katchoo buiten de as van David uit. Ze was begonnen aan een dagboek om hierin te schrijven over het verloop van de zwangerschappen van haar en Francine, maar besluit dit uit te breiden tot een verhaal over hun levens vanaf het moment dat ze elkaar ontmoetten op de middelbare school. Dit zodat hun kinderen alles kunnen nalezen over de levens van hun moeders en de mensen die daarin belangrijk zijn geweest.

#### Epiloog
Francine en Katchoo zitten samen in hun huiskamer met hun twee peuters. Katchoo is Francine iets aan het vertellen over Tambi en Casey. Francine sluit eerst zachtjes de deur en zo de lezer buiten.

## Afwijkende delen
Zowel #16 als #33 bevat in plaats daarvan een op zichzelf staand en in hetzelfde nummer afgerond verhaal.
- In #16 (Princess Warrior) bereiden Francine en Katchoo zich voor op een avondje Xena: Warrior Princess kijken. Tijdens het klaarzetten van snacks, gooit Francine per ongeluk een deur tegen Katchoos hoofd. Die raakt bewusteloos en belandt zo in een droom. Hierin is Francine Xena en zijzelf haar rechterhand Gabrielle. Tambi duikt op als een vijandige krijger en David als een hopeloze dichter.
- Nummer #33 (When Worlds Collide) is een parodie op het superheldengenre. Freddie is een superschurk die de wereld wil veroveren. In plaats daarvan blaast hij per ongeluk de Aarde op en komt de gehele mensheid tegelijk aan bij de hemelpoort. Terwijl ze wachten tot ze naar binnen mogen, ontstaat er een discussie of ze allemaal zijn geëvolueerd uit een inktvlek of dat er een tekenaar is die hen allemaal heeft geschapen. Freddie schrikt wakker uit het verhaal en ligt in bed naast Katchoo. Meteen daarna schrikt hij ook uit deze droom wakker en ligt hij naast Francine. Ten slotte schrikt Casey wakker. Als echtgenote van Freddie is juist zij degene die al het voorgaande heeft gedroomd. Terwijl ze de slapende en nietsvermoedende Freddie een klap geeft met haar kussen, gluren Katchoo en Francine als superheldinnen Razormouth en Wallflower vanaf het dak door het raam naar binnen.

## Verzameld
Alle delen van Strangers in Paradise verschenen zowel los als in gebundelde uitgaves. De verzamelingen verschenen onder de volgende titels:
Volume 1:
- The Collected Strangers in Paradise (#1-3)

Volume 2:
- I Dream of You (#1-9 )
- It's a Good Life (#10-13)

Volume 3:
- Love Me Tender (#1-5)
- Immortal Enemies (#6-12)
- High School! (#13-16)
- Sanctuary (#17-24)
- My Other Life (#25-30)
- Child of Rage (#31-32, 34-38)
- Tropic of Desire (#39-43)
- Brave New World (#44-48)
- Heart in Hand (#50-54)
- Flower to Flame (#55-60)
- David's Story (#61-63)
- Tomorrow Now (#64-69)
- Tattoo (#71-72, 74-76)
- Love & Lies (#77-82)
- Ever After (#83-90)
  - Molly & Poo (vol. 2 #14 + vol. 3 #46 & 73)

Ook bestaat er een Strangers In Paradise Omnibus Edition. Hierin zijn alle nummers (inclusief de spin-offs) verzameld in twee delen, samen goed voor 2128 pagina's. Deze omnibus bestaat in een hardcover- en in een softcoverversie. De hardcover-verzameling bevat ook een derde boek met daarin alle covers.

## Uitgave-geschiedenis
Het eerste volume van 'SiP' werd uitgegeven door Antarctic Press, het tweede in eigen beheer door Moore zelf middels zijn eigen uitgeverij Abstract Studio. Nadat de eerste acht delen van de derde volume verschenen bij Image Comics, verhuisde Moore de rest van de serie terug naar zijn eigen Abstract Studio's.